# Regno d'Italia (1861-1946)
Il Regno d'Italia fu lo Stato italiano unitario proclamato il 17 marzo 1861. La proclamazione fece seguito alla seconda guerra d'indipendenza italiana (1859), combattuta dal Regno di Sardegna contro l'Impero austriaco, e alla spedizione dei Mille, con la conquista del Regno delle Due Sicilie. La proclamazione del Regno rappresentò il culmine di quel movimento culturale, politico e sociale, nonché periodo storico, detto "Risorgimento". Ad essa seguì la terza guerra d'indipendenza italiana (1866) e l'annessione dello Stato Pontificio, con la conseguente presa di Roma (20 settembre 1870).
Il completamento dell'unità territoriale avvenne tuttavia solo al termine della prima guerra mondiale, considerata talvolta come la quarta guerra d'indipendenza italiana, il 4 novembre 1918 (giorno della diramazione del bollettino della Vittoria che annunciava che l'Impero austro-ungarico si arrendeva al Regno d'Italia) in base all'armistizio firmato a Villa Giusti, nei pressi di Padova. Con il successivo trattato di Saint-Germain-en-Laye, nel 1919, l'Italia completò l'unità nazionale con l'annessione di Trentino, Alto Adige, Venezia Giulia ed Istria, oltre a Zara di Dalmazia.
Dal 1861 al 1946, il Regno d'Italia fu una monarchia costituzionale, basata sullo Statuto Albertino, concesso nel 1848 da Carlo Alberto di Savoia ai sudditi del Regno di Sardegna, prima di abdicare l'anno successivo. Al vertice dello Stato vi era il re, il quale riassumeva in sé i tre poteri legislativo, esecutivo e giudiziario, seppur non esercitati in maniera assoluta. Tale forma di governo fu avversata dalle frange repubblicane (oltreché internazionaliste e anarchiche) e si concretizzò soprattutto in due note vicende: la fucilazione di Pietro Barsanti (da alcuni considerato il primo martire della Repubblica Italiana) e l'attentato di Giovanni Passannante (di fede anarchica). Tra il 1922 e il 1943, durante il cosiddetto "ventennio fascista", il Regno d'Italia, conosciuto in questo periodo informalmente come "Italia Fascista", fu governato da Benito Mussolini, capo del fascismo, che, a partire dal 1925, tramite le cosiddette leggi fascistissime, trasformò l'assetto giuridico-istituzionale dello Stato italiano, monarchico e liberale, in una dittatura totalitaria.
Il Regno costituì diversi possedimenti coloniali (vedi colonialismo italiano); tra questi, domini in Africa Orientale, in Libia e nel Mediterraneo, nonché una concessione a Tientsin, in Cina.
Con la seconda guerra mondiale, dopo lo sbarco in Sicilia delle forze alleate, la caduta del fascismo e la guerra di liberazione, l'Italia divenne nel 1946 una repubblica; nello stesso anno, fu dotata di un'Assemblea Costituente al fine di redigere una costituzione avente valore di legge suprema dello Stato repubblicano, onde sostituire lo Statuto Albertino. La trasformazione nell'attuale assetto istituzionale avvenne in seguito ad un referendum istituzionale, tenutosi il 2 e 3 giugno, che sancì la nascita della Repubblica Italiana. La nuova Costituzione della Repubblica Italiana entrò in vigore il 1º gennaio 1948.

## Storia

### L'unificazione italiana (1848-1861)

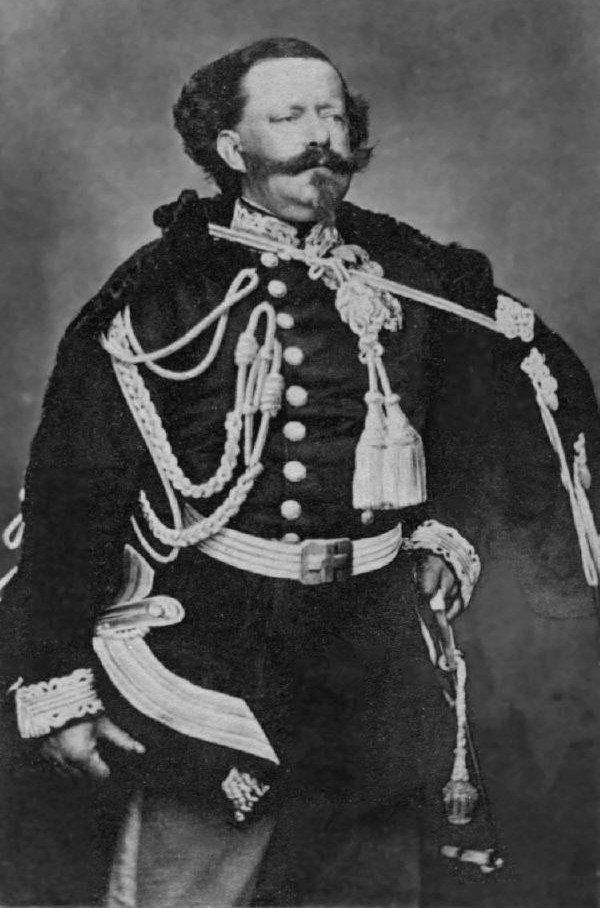
Vittorio Emanuele II di Savoia, il primo re d'Italia di casa Savoia

Il processo di unificazione italiana, intensificato dai moti del 1848 e rallentato dalla sconfitta del Regno di Sardegna nella prima guerra d'indipendenza, si rinnovò su spinta della borghesia e dell'aristocrazia liberale rappresentata dalla destra storica nella figura di Camillo Benso, conte di Cavour, che nel 1852 grazie a un accordo con la sinistra storica di Urbano Rattazzi riuscì a formare su incarico del re Vittorio Emanuele II il suo primo governo. Per conseguire l'unificazione Cavour ritenne necessario rafforzare l'alleanza con la Francia di Napoleone III combattendo al suo fianco nella guerra di Crimea, iniziata nel 1853 e terminata nel 1856 con la vittoria della coalizione e il congresso di Parigi.
La vicinanza alla Francia consentì a Cavour di incontrare nella notte tra 20 e il 21 luglio 1858 Napoleone III per concordare il futuro assetto geopolitico della penisola italiana in quelli che saranno definiti gli accordi di Plombières. In seguito a un'ipotetica guerra contro l'Impero austriaco da parte dell'alleanza franco-piemontese il Regno di Sardegna avrebbe ottenuto il Regno Lombardo-Veneto, i ducati dell'Emilia e la Romagna pontificia unificandoli sotto la dinastia Savoia nel Regno dell'Alta Italia. La Francia avrebbe ottenuto il Ducato di Savoia, la città di Nizza mentre avrebbe creato sotto la sua influenza uno stato in Italia centrale composto dal Granducato di Toscana e dalle restanti province dello Stato Pontificio, ad eccezione di Roma, che sarebbe andata al Papa; sorte analoga sarebbe toccata al Regno delle Due Sicilie.
Scoppiata la seconda guerra di indipendenza, tuttavia, il progetto naufragò a causa della decisione unilaterale di Napoleone III di uscire dal conflitto (armistizio di Villafranca), consentendo così al Regno di Sardegna di acquisire la sola Lombardia, e non l'intero Regno Lombardo-Veneto come da accordi.

Dopo l'armistizio il piano di una penisola italiana suddivisa in tre regni fallì a causa delle rivolte scoppiate in Emilia, Romagna e Toscana, dell'opposizione di Garibaldi, dei mazziniani, e anche di quella re Francesco II delle Due Sicilie, che rifiutò nel 1859 una proposta del Regno di Sardegna di alleanza per un comune attacco allo Stato Pontificio, poiché non voleva acquisire territori appartenenti al papa.

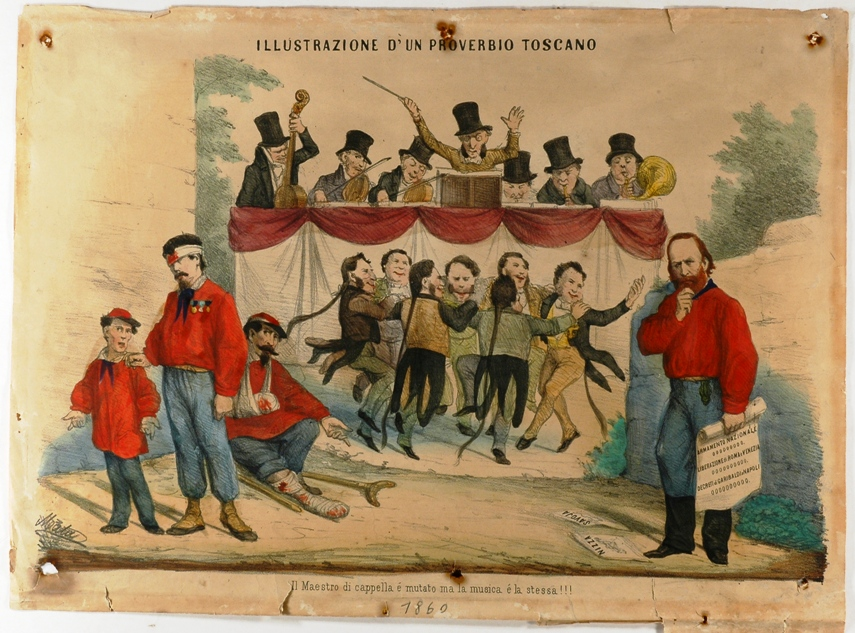
Stampa del 1860 che mostra le critiche garibaldine alla situazione nel 1860: Garibaldi regge un foglio sui temi dell'armamento nazionale, liberazione di Roma e Venezia e i suoi decreti emessi a Napoli, a terra giacciono due fogli con i nomi di Nizza e Savoia, tre garibaldini feriti volgono le spalle ad un gruppo di borghesi e notabili che ballano, commentati col detto: "Il maestro di cappella è mutato, ma la musica è la stessa"

Il periodo del regno di Vittorio Emanuele II di Savoia che va dal 1859 al 1861 viene anche indicato come Vittorio Emanuele II Re Eletto. Infatti, nel 1860 il Ducato di Parma e Piacenza, il Ducato di Modena e Reggio, il Granducato di Toscana e la Romagna pontificia votarono dei plebisciti per l'unione con il Regno. Nello stesso anno con la vittoria della spedizione dei Mille vengono annessi i territori del Regno delle Due Sicilie, e con l'intervento piemontese le Marche, l'Umbria, Benevento e Pontecorvo, tolti allo Stato Pontificio. Tutti questi territori saranno annessi ufficialmente al Regno di Sardegna tramite plebisciti, ratificati dal parlamento, e pubblicati sulla gazzetta ufficiale del Regno di Sardegna n.306 del 26 dicembre 1860. Su richiesta dalla Francia di Napoleone III, in cambio dell'aiuto militare ricevuto contro gli austriaci, il Regno di Sardegna concesse la Contea di Nizza e il Ducato di Savoia.

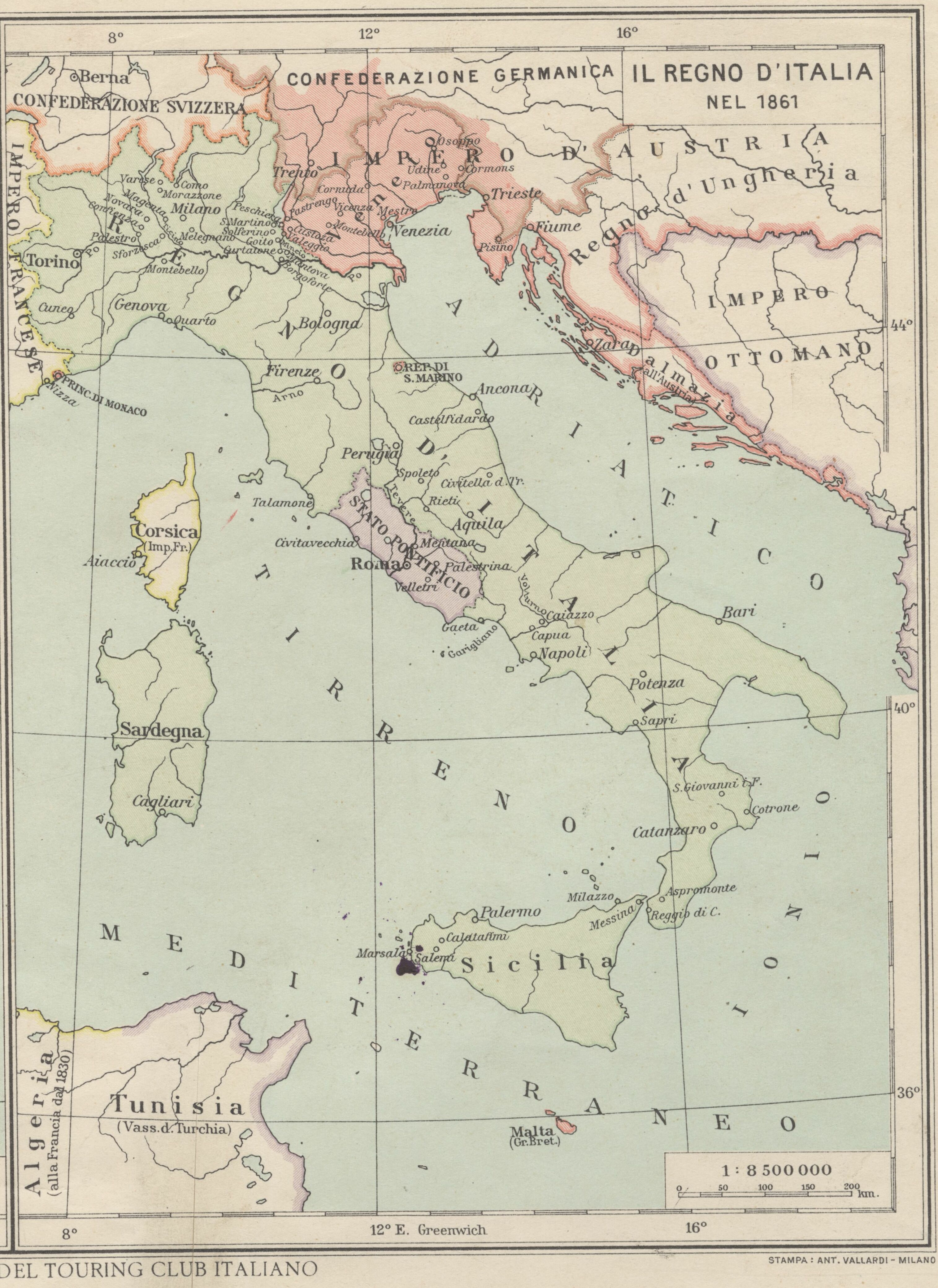
L'estensione del Regno d'Italia al momento della sua proclamazione

Il 21 febbraio 1861 la nuova Camera dei deputati approvò un disegno di legge con il quale Vittorio Emanuele II assunse il titolo di Re d'Italia, assumendone il titolo per sé e per i suoi successori. La legge 17 marzo 1861 n. 4671, pubblicata sulla Gazzetta ufficiale del Regno d'Italia del 17 marzo 1861 (formalmente però una legge del Regno di Sardegna) sancì l'assunzione da parte del monarca sabaudo del titolo di re.
Dal punto di vista istituzionale e giuridico assunse la struttura e le norme del Regno di Sardegna, esso fu infatti de jure una monarchia costituzionale, secondo la lettera dello Statuto Albertino del 1848. Il Re nominava il governo, che era responsabile di fronte al sovrano e non al parlamento; il re manteneva inoltre prerogative in politica estera e, per consuetudine, sceglieva i ministri militari (Guerra e Marina).
Il diritto di voto era attribuito, secondo la legge elettorale piemontese del 1848, in base al censo; in questo modo gli aventi diritto al voto costituivano appena il 2% della popolazione. Le basi del nuovo regime erano quindi estremamente ristrette, conferendogli una grande fragilità. Tornando al 1861, il Regno d'Italia si configurava come una delle maggiori nazioni d'Europa, almeno a livello di popolazione e di superficie (22 milioni su una superficie di 259320 km²), ma non poteva considerarsi una grande potenza, a causa soprattutto della sua debolezza economica e politica. Le differenze economiche, sociali e culturali ereditate dal passato ostacolavano la costruzione di uno Stato unitario.
Accanto ad aree tradizionalmente industrializzate coinvolte in processi di rapida modernizzazione (soprattutto le grandi città e le ex capitali), esistevano situazioni statiche ed arcaiche riguardanti soprattutto l'estesissimo mondo agricolo e rurale italiano. 

### La Destra storica (1861-1876)
A far fronte a queste difficoltà si trovò la Destra storica, raggruppamento erede di Cavour, espressione della borghesia liberal-moderata. I suoi esponenti erano soprattutto grandi proprietari terrieri e industriali, nonché militari (Ricasoli, Sella, Minghetti, Spaventa, Lanza, La Marmora, Visconti Venosta).
Gli uomini della Destra affrontarono i problemi del Paese con energica durezza: estesero a tutta la Penisola gli ordinamenti legislativi piemontesi (processo chiamato "piemontesizzazione"); adottarono un sistema fortemente accentrato, accantonando i progetti di autonomie locali (Minghetti), se non di federalismo. L'estraneità delle masse popolari al regno unitario si palesò in una serie di sommosse, rivolte, fino a una diffusa guerriglia contro il governo unitario, il cosiddetto brigantaggio, che interessò principalmente le province meridionali (1861-1865), impegnando gran parte del neonato esercito in una repressione spietata, tanto da venire considerata da molti una vera e propria guerra civile. Quest'ultimo avvenimento in particolare fu uno dei primi e più tragici aspetti della cosiddetta questione meridionale. 
Le politiche fiscali della Destra furono espansive (aumento della spesa pubblica), per finanziare le opere pubbliche. Questa espansione fu accompagnata da un aumento del carico fiscale, per tenere sotto controllo il debito pubblico (che era esploso dopo l'unificazione). La tassazione si concentrò sui consumi (imposte indirette), come la tassa sul macinato, che gravava soprattutto sui ceti meno abbienti, per colmare l'ingentissimo disavanzo del bilancio. I governi della Destra storica seguirono queste politiche di liberoscambio, che sfavorirono lo sviluppo di capacità industriali nazionali tramite un'adeguata protezione commerciale. Esse piuttosto favorirono il commercio di prodotti agricoli, beneficiando i grandi proprietari terrieri che dominavano il settore.
In politica estera, gli uomini della Destra storica vennero assorbiti dai problemi del completamento dell'Unità; il Veneto venne annesso al Regno d'Italia in seguito alla terza guerra di indipendenza. Per quanto riguarda Roma, la Destra cercò di risolvere la questione con il metodo diplomatico, ma si dovette scontrare con l'opposizione del Papa, di Napoleone III e dell'Estrema sinistra, che tentò di percorrere la via insurrezionale (tentativi di Garibaldi, 1862 e 1867). Nel 1864 venne stipulata con la Francia la Convenzione di settembre, che imponeva all'Italia il trasferimento della capitale da Torino ad un'altra città; la scelta cadde su Firenze, suscitando l'opposizione dei Torinesi (Strage di Torino). 
Ulteriore elemento di fragilità era costituito dall'ostilità della Chiesa cattolica e del clero nei confronti del nuovo Stato liberale, ostilità alimentata dalla Legge Rattazzi, che si sarebbe rafforzata dopo il 1870 con la presa di Roma (questione romana). Nel 1870, con la breccia di Porta Pia, Roma venne conquistata da un gruppo di bersaglieri e divenne capitale d'Italia l'anno seguente. Il Papa, privato del suo Stato, si proclamò prigioniero e lanciò virulenti attacchi allo Stato italiano, istigando per reazione un'altrettanto virulenta campagna laicista e anticlericale da parte della Sinistra. Il governo regolò unilateralmente i rapporti Stato-Chiesa con la legge delle guarentigie; il Papa respinse la legge e, disconoscendo la situazione di fatto, proibì ai cattolici di partecipare alla vita politica del Regno, secondo la formula «né eletti, né elettori» (non expedit).
Dopo aver ottenuto una maggioranza schiacciante nelle elezioni del 1861, la Destra vide ridursi progressivamente i suoi consensi, pur mantenendo la maggioranza. Nel 1876 venne conseguito il pareggio del bilancio dello Stato, ma gravi problemi rimanevano sul tappeto: il divario fra popolazione ed istituzioni, l'arretratezza economica e sociale, gli squilibri territoriali. Un voto parlamentare sulla nazionalizzazione delle ferrovie portò alla caduta del governo di Marco Minghetti, e al conferimento della carica di primo ministro ad Agostino Depretis, guida della Sinistra storica. Finiva un'epoca: solo pochi mesi dopo, Vittorio Emanuele II morì e sul trono gli successe Umberto I.

### La Sinistra storica (1876-1887)

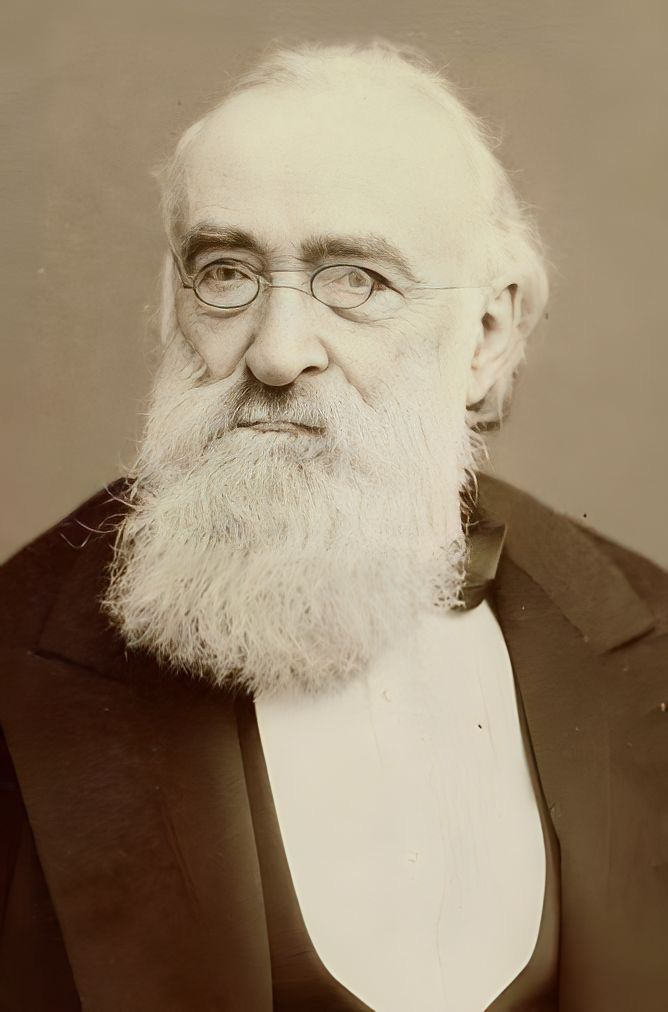
Agostino Depretis nel 1865

La Sinistra storica, nata dai membri della sinistra parlamentare subalpina e da quelli vicini alle idee mazziniane, rappresentò un movimento riformista che pur ponendosi in contrapposizione alla Destra storica, cercò di conciliare le diverse anime del panorama politico dell'epoca. Nel 1876 Agostino Depretis fu chiamato a guidare il governo, il programma politico includeva diverse misure, tra cui la difesa della laicità dello Stato, l'istituzione dell'istruzione elementare obbligatoria, il decentramento amministrativo e un alleggerimento del carico fiscale, specialmente per le regioni meridionali, che soffrivano di una grave arretratezza economica e sociale. Questi interventi, pur ispirati a principi riformisti, furono attuati con una moderazione che permise a Depretis di guadagnare il sostegno di una parte dei moderati e di alcuni esponenti della destra, inaugurando così il "trasformismo". Le concessioni di Depretis ai gruppi più conservatori limitarono l'attuazione di cambiamenti più radicali. In questo contesto, molte delle riforme proposte dalla Sinistra vennero smussate o realizzate solo in parte. Depretis riuscì in questo modo a governare quasi ininterrottamente per undici anni, dal 1876 al 1887, mantenendo il controllo del potere politico.
Durante i governi Depretis, furono introdotte importanti riforme nel campo dell'istruzione e della politica elettorale. La legge Coppino del 1877 impose l'istruzione elementare obbligatoria per almeno due anni a tutti i bambini, contribuendo a ridurre il tasso di analfabetismo che affliggeva gran parte della popolazione italiana. Un'altra significativa riforma fu la legge Zanardelli del 1882, che estese il diritto di voto a circa due milioni di persone, ovvero il 6% della popolazione. Sul fronte economico, i governi Depretis avviarono una politica protezionistica, introducendo dazi doganali per limitare le importazioni di beni esteri e favorire il commercio interno e sviluppando le infrastrutture. Tuttavia, la politica protezionistica e l'intervento diretto dello Stato nell'economia provocarono l'aumento del disavanzo pubblico e il debito statale finì per assorbire una parte significativa delle entrate, spingendo il Paese verso una situazione di indebitamento permanente.
Sul fronte della politica estera, il periodo di Depretis segnò anche l'inizio del colonialismo italiano. Il governo italiano, inizialmente interessato alla Tunisia, subì una grave delusione quando la Francia occupò il Paese nordafricano nel 1881, tagliando fuori l'Italia dai suoi piani di espansione nel Mediterraneo. Questo evento, noto come lo "schiaffo di Tunisi", spinse l'Italia a cercare altre vie per affermarsi come potenza coloniale. Fu così che Depretis indirizzò l'interesse verso l'Eritrea, con l'acquisizione della baia di Assab e del porto di Massaua, ponendo le basi per la futura espansione italiana nel Corno d'Africa. L'Italia inoltre si distanziò dalla Francia, aderendo alla Triplice Alleanza tra l'Impero tedesco e l'Impero austro-ungarico.

### La crisi di fine secolo (1887-1901)

Francesco Crispi nel 1890

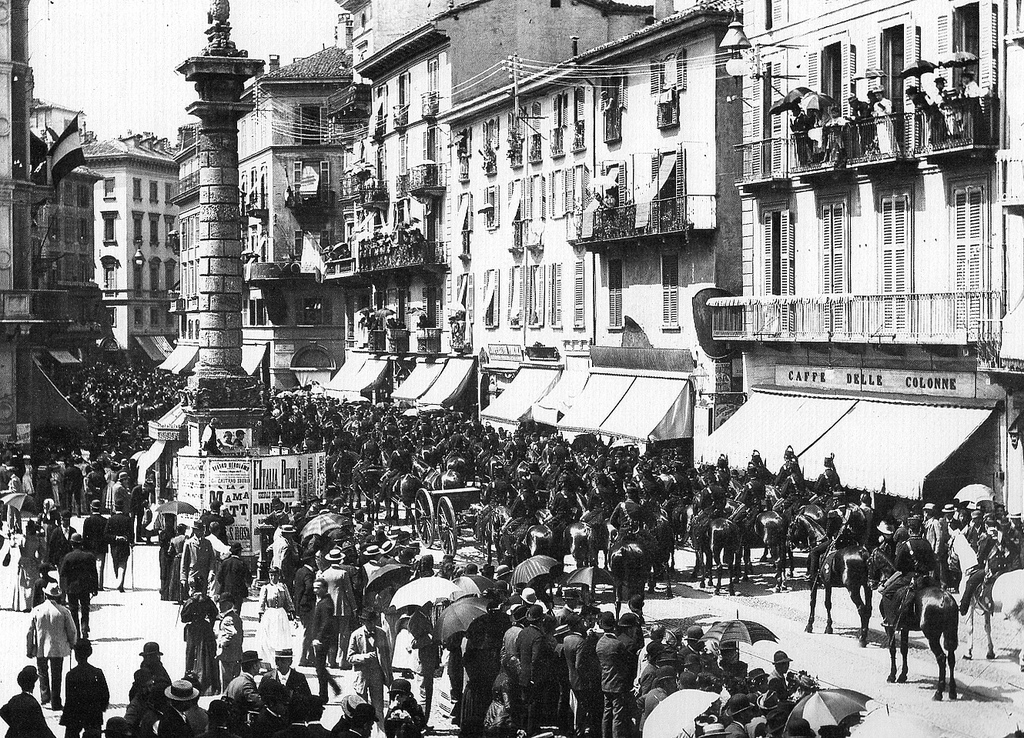
Lo stato d'assedio durante i moti di Milano del 1898

Dopo la morte di Depretis nel 1887, la guida del governo passò a Francesco Crispi, leader di una visione più autoritaria e nazionalista. Crispi, che inizialmente mantenne un programma riformista, istituì importanti cambiamenti nel settore sanitario, creando la Direzione di sanità pubblica e coinvolgendo i medici nelle decisioni relative alla salute pubblica. Tuttavia, la sua gestione del potere si distinse soprattutto per una crescente tendenza repressiva. La crisi economica e sociale che affliggeva il Sud, e in particolare la Sicilia, portò alla nascita dei Fasci siciliani, un movimento contadino che chiedeva riforme agrarie e condizioni di vita migliori. La risposta di Crispi fu la repressione militare e la condanna a morte dei capi sindacali.
Sul piano internazionale, Crispi proseguì la politica di espansione coloniale, con la fondazione di protettorati in Somalia e la prosecuzione delle operazioni in Eritrea. Tuttavia, la politica coloniale italiana subì un grave rovescio con la guerra d'Abissinia del 1895-1896, che culminò nella disastrosa sconfitta di Adua. Questo evento, che provocò circa cinquemila morti tra le truppe italiane, rappresentò uno dei più grandi fallimenti del colonialismo europeo in Africa e costrinse Crispi a dimettersi, infliggendo un duro colpo alle ambizioni internazionali dell'Italia.
Negli ultimi anni del XIX secolo, l'Italia fu attraversata da un'ondata di proteste sociali e disordini politici. Le elezioni del 1897 videro un notevole rafforzamento dei socialisti, dei radicali e dei repubblicani, e il malcontento popolare esplose nei moti di Milano del 1898, durante i quali il generale Bava Beccaris ordinò di aprire il fuoco sulla folla, causando centinaia di morti. La repressione che ne seguì portò all'arresto di numerosi esponenti socialisti e alla chiusura dei giornali e delle sedi dei partiti operai. Questo periodo di forte tensione culminò con il regicidio di Umberto I nel 1900, per mano dell'anarchico Gaetano Bresci, che volle vendicare le vittime della repressione milanese. La morte di Umberto I segnò la fine di un'epoca e aprì la strada a un nuovo corso politico con l'ascesa al trono di Vittorio Emanuele III e la nomina di Giuseppe Zanardelli come presidente del Consiglio, accompagnato da Giovanni Giolitti come ministro dell'Interno, inaugurando una nuova fase caratterizzata da un maggiore impegno verso le riforme sociali e una gestione più democratica del potere.

### L'età giolittiana (1901-1914)

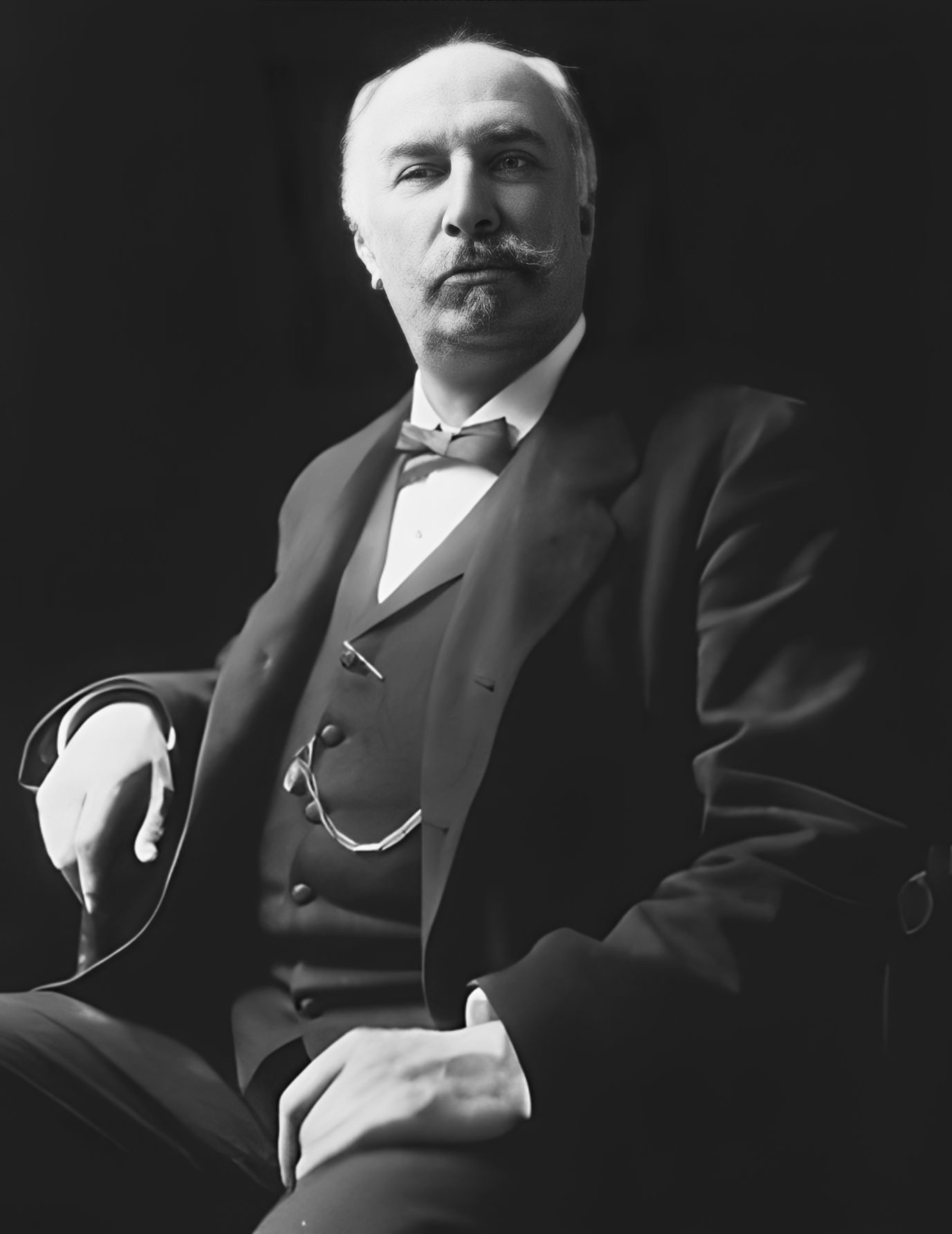
Giovanni Giolitti nel 1905

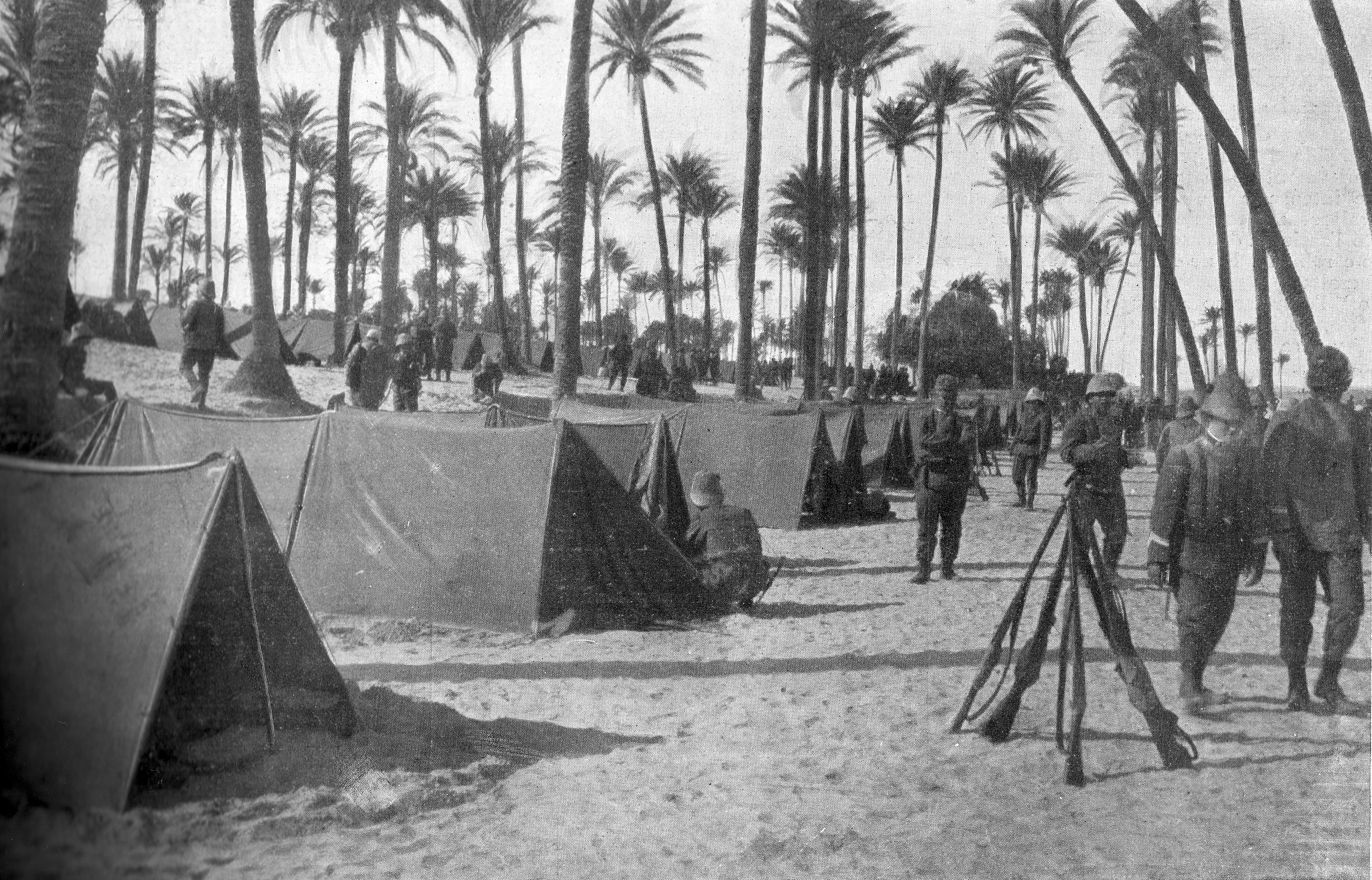
Accampamento militare italiano nel 1911 durante la guerra italo-turca

Tra il 1901 e il 1914, la politica nazionale fu dominata dalla figura di Giovanni Giolitti, il quale guidò il Paese verso una fase di modernizzazione dello Stato liberale. Il suo governo si distinse per l'introduzione di riforme sociali, sostenute da un clima di collaborazione con i settori moderati del socialismo. Giolitti mantenne una politica di neutralità nei conflitti tra industriali e operai, permettendo che le dispute fossero risolte senza l’intervento del governo. Tra le riforme più importanti vi furono le leggi speciali per lo sviluppo del Mezzogiorno, che prevedevano crediti agevolati per le imprese, e la statalizzazione delle ferrovie, approvata nel 1905, che modernizzò il sistema dei trasporti in linea con il resto d'Europa. Un altro passo significativo fu l'introduzione della legge del 1912 sulle pensioni di invalidità e vecchiaia, che diede inizio a una legislazione sociale avanzata.
L’Italia visse in questo periodo una forte crescita economica, trainata dall'industrializzazione, specialmente nei settori siderurgico e idroelettrico. L'aumento della produzione di energia idroelettrica, resa possibile dallo sfruttamento dei fiumi e dei laghi alpini, contribuì a ridurre la dipendenza dalle importazioni di carbone, una delle principali debolezze del Paese. Anche l'industria tessile e meccanica iniziò a espandersi, con un incremento della produzione di automobili, treni e macchine utensili. Tuttavia, questa modernizzazione non fu uniforme: il divario tra il Nord industrializzato e il Sud prevalentemente agricolo rimase ampio, con il Mezzogiorno che soffriva di arretratezza economica e sociale, tanto che circa 8 milioni di italiani emigrarono all’estero nel giro di dieci anni, in cerca di migliori opportunità di vita.
Giolitti riuscì a mantenere una politica di equilibrio tra le forze politiche, anche all'interno del Partito Socialista, dove l'ala riformista prevalse su quella massimalista, più radicale. Questo permise una relativa stabilità sociale, anche se le tensioni tra lavoratori e industriali non scomparvero del tutto. Nonostante queste difficoltà, l’Italia sotto Giolitti fece importanti passi avanti anche sul piano internazionale. In particolare, l’espansione coloniale portò all'occupazione della Libia durante la guerra italo-turca (1911-1912), con la successiva annessione della Cirenaica e della Tripolitania, mentre la conquista del Dodecaneso fu sancita dalla pace di Losanna nel 1912.

### La prima guerra mondiale (1914-1918)

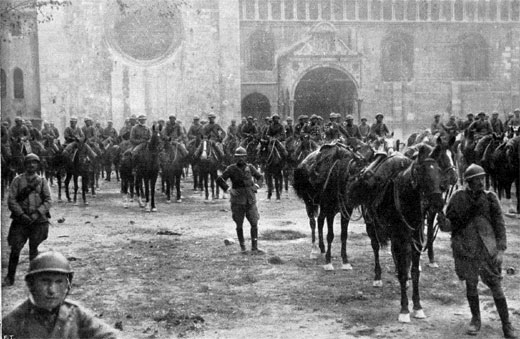
La cavalleria italiana entra a Trento il 3 novembre 1918

Lo scoppio della prima guerra mondiale nel 1914 trovò l’Italia inizialmente neutrale. Sebbene facesse parte della Triplice Alleanza con Germania e Austria-Ungheria, Roma non era disposta a supportare l’egemonia austriaca nei Balcani senza ricevere compensi territoriali. Tuttavia, con il Patto di Londra del 1915, l’Italia decise di entrare in guerra al fianco della Triplice intesa (Francia, Gran Bretagna e Russia), con la promessa di ottenere territori come il Trentino, l’Alto Adige e parti della Dalmazia.
L’ingresso dell'Italia nel conflitto avvenne il 24 maggio 1915, ma la guerra si rivelò molto più difficile del previsto. Le prime offensive italiane sul fronte dell’Isonzo si scontrarono con la dura resistenza austro-ungarica e, nonostante alcuni successi come la conquista di Gorizia nel 1916, il conflitto si trasformò presto in una guerra di posizione. La situazione peggiorò con la disfatta di Caporetto nell’ottobre 1917, quando le forze austro-ungariche e tedesche sfondarono il fronte italiano, costringendo l’esercito a una disastrosa ritirata fino al Piave. Il generale Luigi Cadorna fu sostituito da Armando Diaz, che riuscì a stabilizzare la situazione e, con una strategia difensiva, a fermare l'avanzata nemica.
Nel 1918, l’esercito italiano, ormai riorganizzato, riuscì a ottenere una vittoria decisiva nella battaglia di Vittorio Veneto, che segnò la fine della guerra per l’Italia. Il 3 novembre 1918, l’Austria-Ungheria firmò l’armistizio di Villa Giusti, e l’Italia occupò Trento, Trieste e altre aree precedentemente sotto il controllo austriaco.

### Il primo dopoguerra (1918-1922)

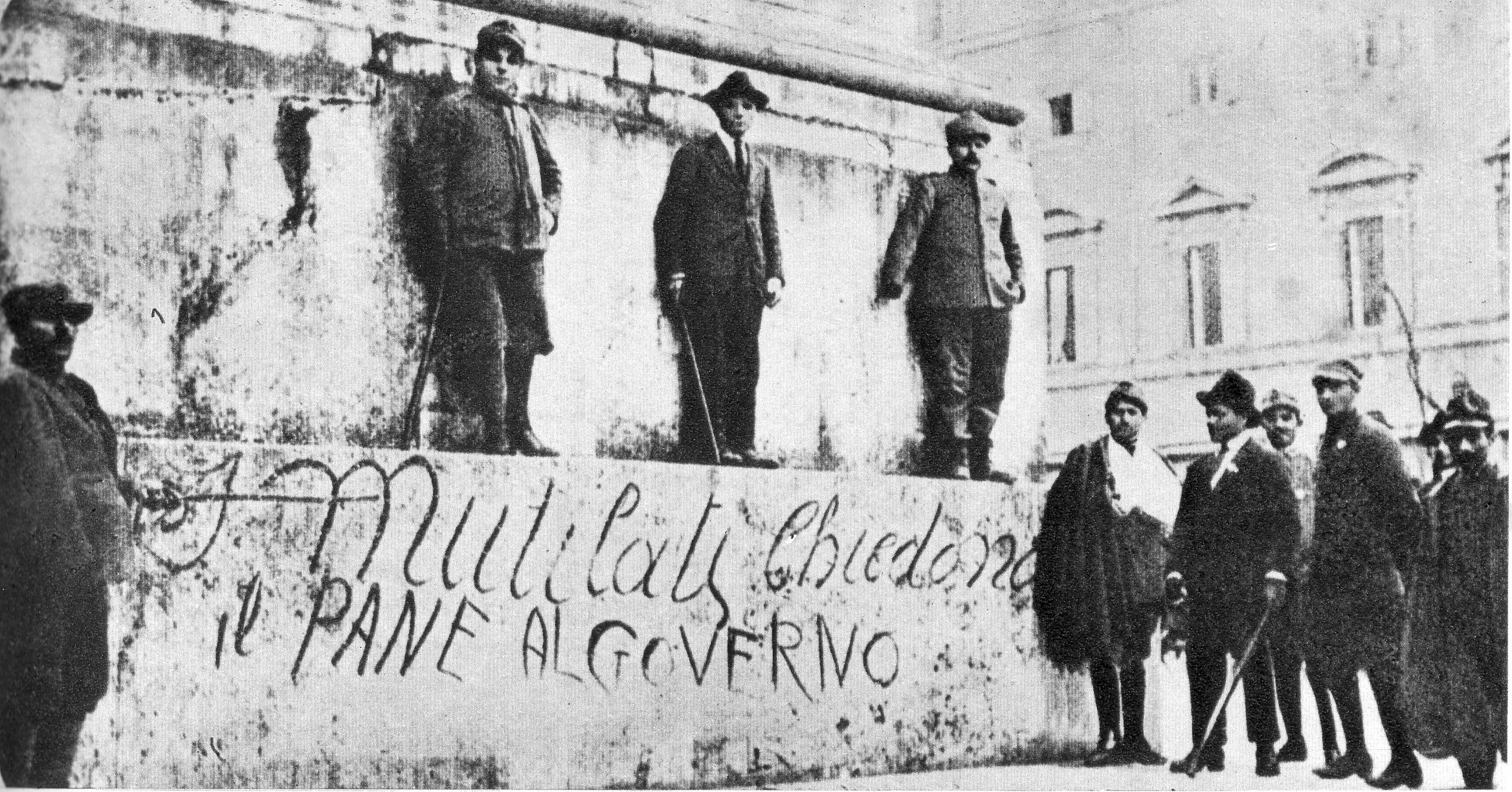
Manifestazione di protesta organizzata dall'Associazione nazionale mutilati e invalidi di guerra

Devastazione squadrista di una sede sindacale a Roma nel 1920

Il dopoguerra fu però estremamente difficile per l’Italia. Il Paese era devastato economicamente, con enormi perdite di vite umane (oltre 1 milione di morti tra soldati e civili) e gravi difficoltà economiche, tra cui disoccupazione, inflazione e un debito pubblico in forte crescita. Giolitti tornò brevemente al potere nel 1920, sperando di riportare l’ordine e risolvere la crisi, ma non riuscì a fermare la crescente instabilità politica. Le promesse territoriali fatte all’Italia durante la guerra non furono completamente mantenute, in particolare la mancata annessione della Dalmazia alimentò il mito della “vittoria mutilata”, che infiammò i sentimenti nazionalisti e il risentimento tra i reduci di guerra, che sotto la guida di Gabriele D'Annunzio organizzarono l'occupazione di Fiume. Giolitti firmò allora il trattato di Rapallo con la Jugoslavia, che assegnava all'Italia Zara e alcune isole adriatiche, ma la situazione interna peggiorava rapidamente. 
Il "biennio rosso" (1919-1920) vide una serie di scioperi e proteste, guidati dai lavoratori ispirati dagli eventi della rivoluzione russa. Le tensioni sociali, il timore di una rivoluzione comunista e la delusione per l’esito della guerra favorirono la nascita del fascismo, un movimento fondato da Benito Mussolini nel 1919. Inizialmente privo di una chiara ideologia, il fascismo attirò elementi di varia estrazione, tra cui ex combattenti, arditi e nazionalisti. Le squadre fasciste, conosciute per l’uso della violenza contro i socialisti e i sindacati, guadagnarono sempre più consenso tra la borghesia, i latifondisti e i settori conservatori della società, preoccupati per le agitazioni sociali. Nel 1921, Mussolini trasformò il movimento dei Fasci italiani di combattimento nel Partito Nazionale Fascista (PNF), che ottenne un numero crescente di seguaci, approfittando della debolezza dello Stato liberale e della paura di una rivoluzione socialista. L'Italia si avviava così verso la fine del sistema parlamentare liberale e l’ascesa del regime fascista.

### Il regime fascista (1922-1943)

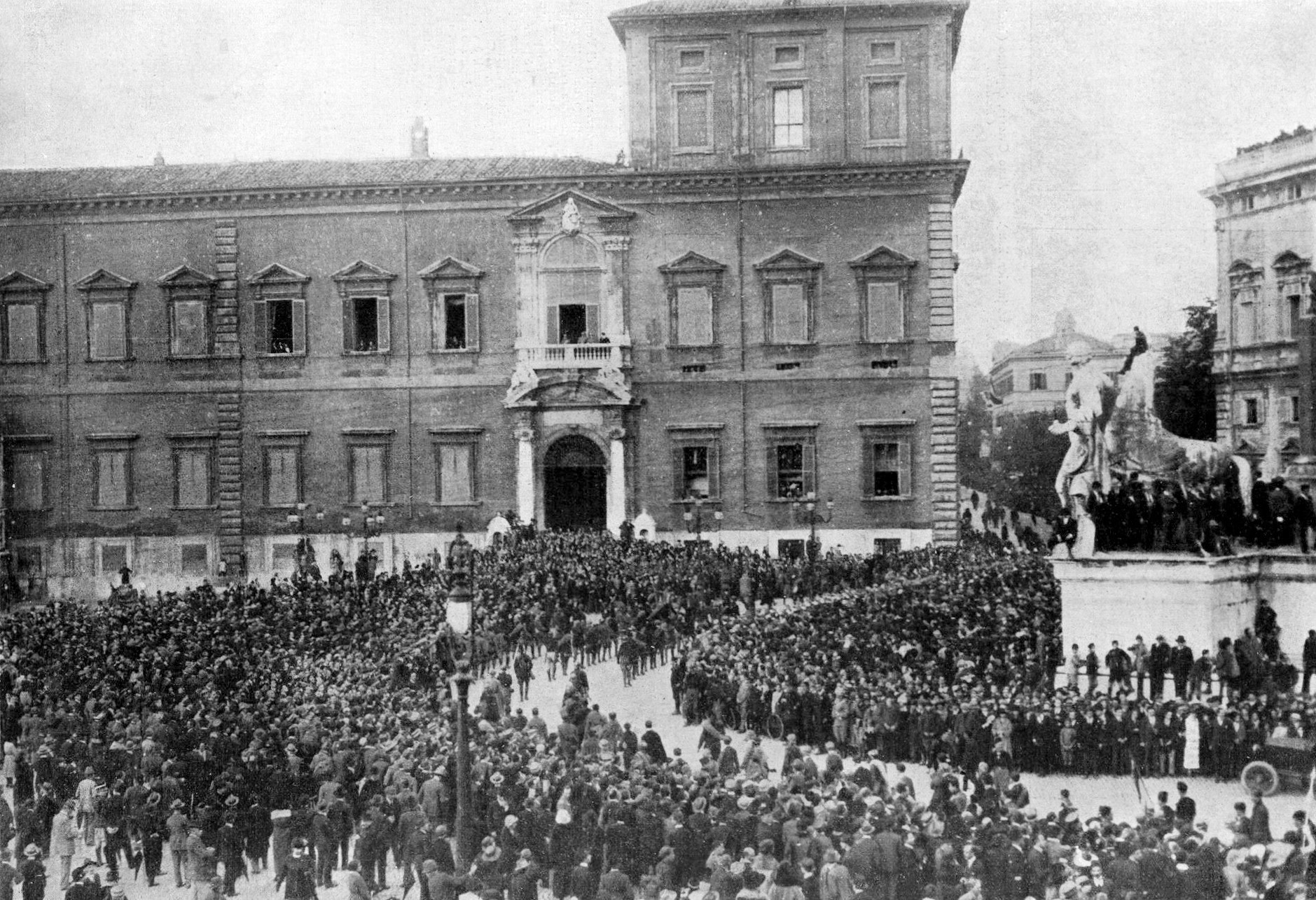
Sfilata delle squadre fasciste il 31 ottobre 1922 in seguito al giuramento del governo Mussolini

Il fascismo al governo ebbe inizio con la marcia su Roma tra il 27 e il 28 ottobre 1922, quando le squadre d'azione del Partito Nazionale Fascista (PNF) si mobilitarono verso la capitale. Il loro obiettivo era esercitare una pressione paramilitare sulle istituzioni per facilitare l'ascesa al potere di Benito Mussolini. Di fronte alla minaccia squadrista, il governo di Luigi Facta cercò di dichiarare lo stato d'assedio per difendere Roma, ma re Vittorio Emanuele III rifiutò di firmare il decreto, provocando le dimissioni del governo il 28 ottobre. Due giorni dopo, il re convocò Mussolini, conferendogli l'incarico di formare un nuovo governo. Nacque così un esecutivo di coalizione che comprendeva non solo esponenti fascisti, ma anche ministri di area liberale e popolare. 

Tra le prime iniziative del nuovo esecutivo vi fu l'istituzionalizzazione delle squadre d'azione fasciste attraverso la creazione della Milizia Volontaria per la Sicurezza Nazionale (MVSN). Parallelamente, fu avviata la riforma scolastica del ministro Giovanni Gentile, che gerarchizzava l'istruzione pubblica e reintroduceva l'insegnamento della religione cattolica nelle scuole. Nel 1924, in vista delle elezioni politiche, Mussolini fece approvare la legge Acerbo, una riforma elettorale che assegnava i due terzi dei seggi alla lista che avesse ottenuto almeno il 25% dei voti. Le elezioni del 6 aprile si svolsero in un clima di pesante intimidazione e violenza, con frequenti aggressioni agli antifascisti. La Lista Nazionale, guidata da Mussolini, ottenne una vittoria schiacciante. Tuttavia, il deputato socialista Giacomo Matteotti denunciò i brogli e le irregolarità elettorali con un coraggioso discorso alla Camera il 30 maggio 1924. Pochi giorni dopo, il 10 giugno, Matteotti fu rapito e assassinato, un delitto che gettò il governo in una profonda crisi politica. Il delitto Matteotti provocò la cosiddetta "secessione dell'Aventino", con l'opposizione che decise di abbandonare i lavori parlamentari in segno di protesta. 

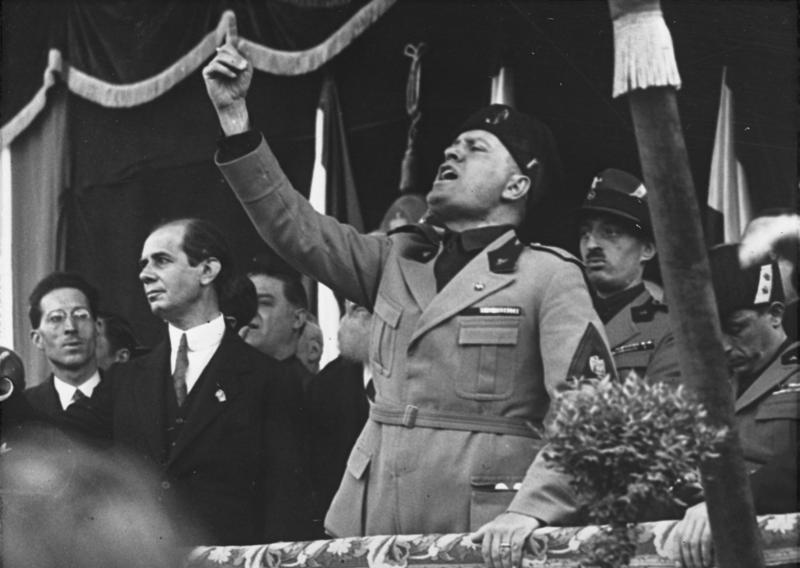
Benito Mussolini in Piazza Duomo a Milano, nel maggio 1930

Nel discorso alla Camera del 3 gennaio 1925 Mussolini si assunse la responsabilità morale e politica dell'accaduto, dichiarando apertamente di voler instaurare una dittatura. Tra il 1925 e il 1926 furono emanate le "leggi fascistissime", che ridussero la libertà di stampa, sciolsero tutti i partiti politici e i sindacati non fascisti, e crearono un Tribunale Speciale per la Difesa dello Stato, con il potere di mandare al confino gli oppositori del regime. Fu ripristinata la pena di morte per reati contro lo Stato. La rapida ripresa produttiva in seguito alla guerra, insieme a una carenza di materie prime, portò a una crisi economica caratterizzata da inflazione, disoccupazione e un calo dei salari. Per far fronte a questa situazione, Mussolini adottò misure di austerità, come l'aumento delle ore lavorative senza incrementi salariali, e nuove imposte, tra cui la tassa sul celibato, introdotta per incoraggiare i giovani a sposarsi e a contribuire alla crescita demografica e per  affrontare la svalutazione della moneta, diede inizio alla battaglia per la lira. Fu promossa una politica di autarchia economica, volta a rendere l'Italia indipendente dall'estero, bandendo l'uso di parole straniere e incoraggiando la produzione e il consumo di beni nazionali. Il rapporto tra Mussolini e la Chiesa cattolica, sempre teso a causa delle convinzioni personali di Mussolini, che si dichiarava ateo, trovò una risoluzione con la firma dei Patti Lateranensi l'11 febbraio 1929. Con questi accordi, il Vaticano ottenne il riconoscimento come stato sovrano, e la religione cattolica divenne la religione di Stato in Italia. Questo segnò la fine della cosiddetta "questione romana", in sospeso dal 1870, e rafforzò la legittimità del regime fascista presso i cattolici.

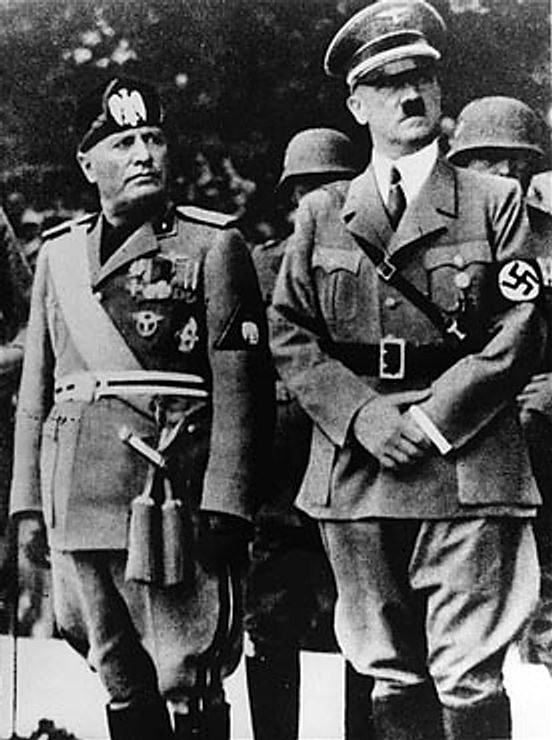
Benito Mussolini con Adolf Hitler nel 1937

Negli anni Trenta, il fascismo rafforzò la sua vocazione espansionista. Dopo aver completato la conquista della Libia, Mussolini decise di lanciare la guerra d'Etiopia, uno dei pochi territori africani non colonizzati. La guerra, iniziata nel 1935, fu caratterizzata da un uso massiccio della forza e dall'impiego di armi chimiche contro la popolazione etiope. La vittoria, annunciata nel maggio 1936 con l'ingresso delle truppe italiane ad Addis Abeba, portò alla proclamazione dell'Impero Italiano. Tuttavia, l'aggressione all'Etiopia scatenò la reazione della Società delle Nazioni, che impose sanzioni economiche all'Italia. Queste sanzioni, tuttavia, si rivelarono inefficaci, poiché né il petrolio né altre materie prime vitali furono incluse nell'embargo. Nel frattempo, il regime fascista si avvicinò sempre di più alla Germania nazista di Adolf Hitler. Nel 1936 l'Italia partecipò alla guerra di Spagna al fianco della Germania, con cui fu firmato nel 1939 il Patto d'Acciaio, un patto di cooperazione politica e militare che stabilizzava l'Asse Roma-Berlino. Al pari della Germania, nel 1938 Mussolini introdusse le leggi razziali per discriminare ebrei e altre minoranze.
Allo scoppio della seconda guerra mondiale, Mussolini inizialmente decise di non intervenire, proclamando la "non belligeranza" fino al giugno 1940. La rapida avanzata tedesca in Europa convinse Mussolini a entrare nel conflitto a fianco della Germania, sperando di poter ottenere facili conquiste territoriali. Tuttavia, l'Italia si dimostrò impreparata a sostenere una guerra su più fronti. Dopo i primi successi in Francia e Africa, le truppe italiane furono respinte in Grecia, in Nord Africa e in Unione Sovietica. L'incapacità dell'esercito italiano di reggere il confronto con le forze alleate provocò crescenti tensioni interne al paese.

### Il crollo dello stato monarchico (1943-1946)

Prima pagina del Corriere della Sera del 6 giugno 1946

Nel luglio 1943, dopo lo sbarco in Sicilia delle forze Alleate, Mussolini fu destituito dal Gran consiglio del fascismo e arrestato per ordine del re. Il maresciallo Pietro Badoglio assunse il controllo del governo e avviò trattative segrete con gli Alleati, culminate nell'armistizio firmato il 3 settembre 1943 e annunciato l'8 settembre. Questo evento provocò il caos: l'Italia si trovò divisa tra la Repubblica Sociale Italiana (RSI), sostenuta dai tedeschi e guidata da Mussolini, che era stato liberato da un comando nazista, e il Regno del Sud, sotto il controllo della monarchia e degli Alleati.
Mentre il Nord Italia diventava teatro di una feroce repressione nazifascista, nel Centro-Sud si sviluppava una resistenza sempre più organizzata, con la nascita delle formazioni partigiane che lottavano contro l'occupazione tedesca e il governo fascista di Salò. La resistenza culminò il 25 aprile 1945 con l'insurrezione generale, che portò alla liberazione delle principali città del Nord Italia. Mussolini tentò la fuga in Svizzera, ma fu catturato dai partigiani a Dongo e fucilato il 28 aprile 1945.
Con la fine della guerra e del regime fascista, l'Italia affrontò la questione della sua forma di governo. Il 2 giugno 1946, un referendum istituzionale sancì la fine della monarchia e la nascita della Repubblica Italiana. Umberto II, ultimo re d'Italia, fu costretto all'esilio e la Repubblica iniziò il suo percorso con la formazione dell'Assemblea Costituente, incaricata di redigere la nuova Costituzione, che entrò in vigore il 1º gennaio 1948.

## Territorio
Si estendeva pressoché sulla totalità della penisola italiana; confinava con la Francia a nord-ovest, con la Svizzera e la Repubblica d'Austria a nord, con il Regno dei Serbi, Croati e Sloveni a nord-est. La Repubblica di San Marino e la Città del Vaticano erano enclavi nel territorio del Regno. 
Nel 1866, a seguito della terza guerra di indipendenza, vengono annessi al regno il Veneto (che allora comprendeva anche la Provincia del Friuli) e Mantova sottratti all'Impero austriaco. Nel 1870, con la presa di Roma, al regno viene annesso il Lazio, sottraendolo definitivamente allo Stato della Chiesa. Roma diventa ufficialmente capitale d'Italia (prima lo erano state in ordine Torino e Firenze).
Nel 1919 dopo la prima guerra mondiale vengono uniti al Regno il Trentino, l'Alto Adige, Gorizia e la Venezia Giulia, l'Istria, Trieste, Zara alcune isole del Quarnaro e altre isole dell'Adriatico: Lagosta, Cazza e Pelagosa. Seguirono l'annessione dell'isola di Saseno nel 1920 e di Fiume nel 1924.
Durante la seconda guerra mondiale vengono annesse le isole Ionie (ad eccezione di Corfù, legata con statuto speciale all'Albania), la Dalmazia e il territorio di Lubiana. Dopo la seconda guerra mondiale, gran parte della Venezia Giulia, l'Istria, Fiume, la Dalmazia (con le isole di Lagosta e di Cazza), e l'arcipelago di Pelagosa vengono ceduti con il Trattato di Parigi del 1947 alla Repubblica Socialista Federale di Jugoslavia che le aveva occupate nella primavera 1945, le isole Ionie passano alla Grecia e l'isola di Saseno all'Albania. Vengono inoltre ceduti alla Francia i territori di Tenda e di Briga, il passo del Monginevro, la Valle Stretta del monte Thabor, il Colle del Moncenisio ed una parte del territorio del Colle del Piccolo San Bernardo.

### Evoluzione territoriale durante il risorgimento

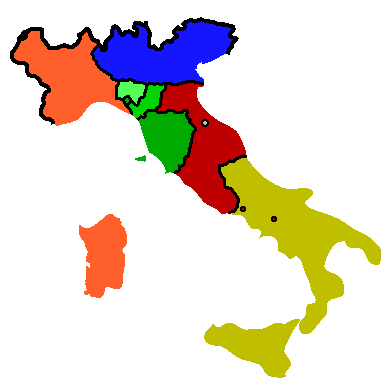
Gli Stati italiani nel 1859, alla vigilia della seconda guerra d'indipendenza italiana
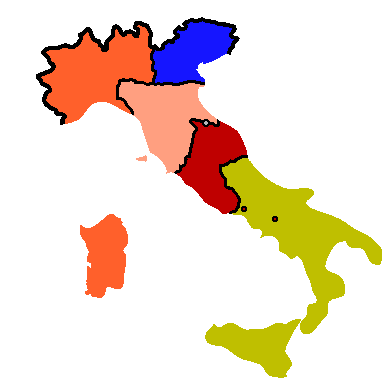
Il Regno di Sardegna nel 1860, dopo l'annessione della Lombardia e prima dell'annessione delle Province Unite del Centro Italia
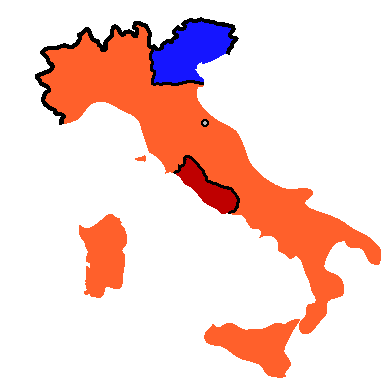
Il Regno d'Italia nel 1861, dopo la spedizione dei Mille
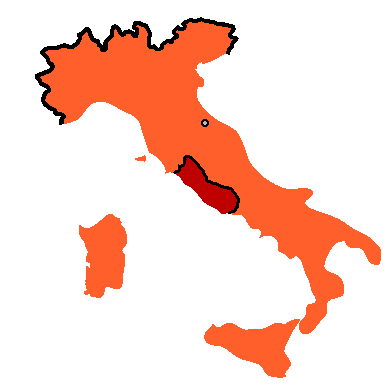
Il Regno d'Italia nel 1866, dopo la terza guerra d'indipendenza
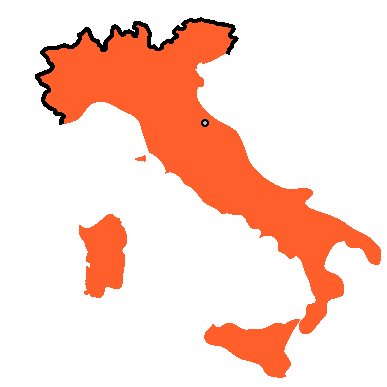
Il Regno d'Italia dopo la conquista di Roma e del Lazio (breccia di Porta Pia, 20 settembre 1870)
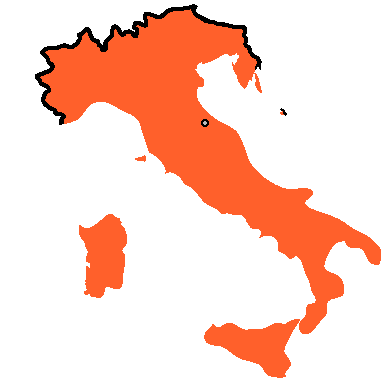
Il Regno d'Italia nel 1919 dopo la prima guerra mondiale, comprendente le Venezie Tridentina e Giulia

Legenda
- Regno di Sardegna (Regno d'Italia dal 1861)
- Regno delle Due Sicilie
- Stato Pontificio
- Regno Lombardo-Veneto
- Granducato di Toscana
- Ducato di Modena e Reggio
- Ducato di Parma e Piacenza
- Province Unite del Centro Italia

### Evoluzione territoriale durante la seconda guerra mondiale

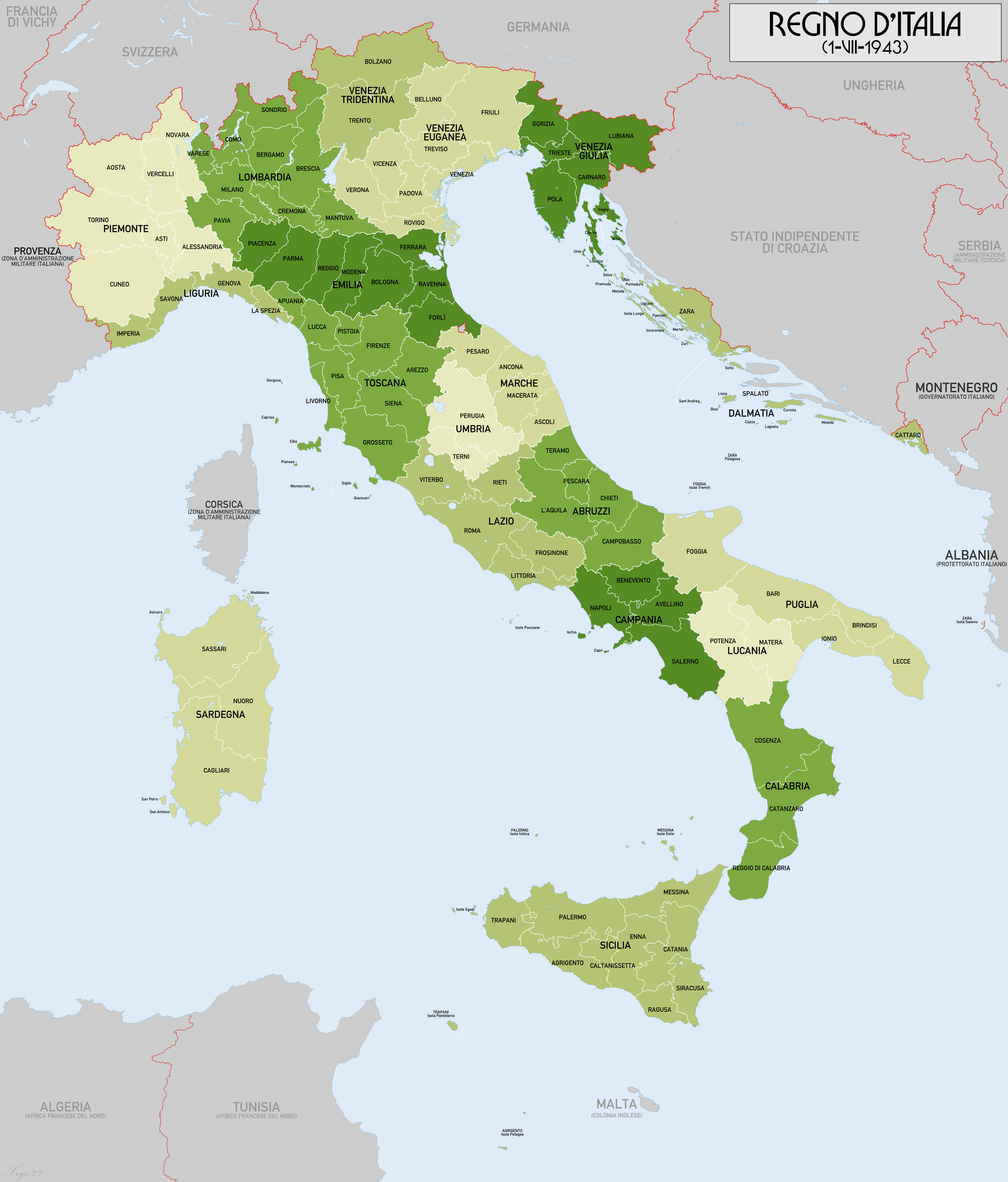
Il Regno d'Italia tra il 1941 e il 1943, con la provincia di Lubiana, l'ampliata provincia di Fiume e il Governatorato della Dalmazia.
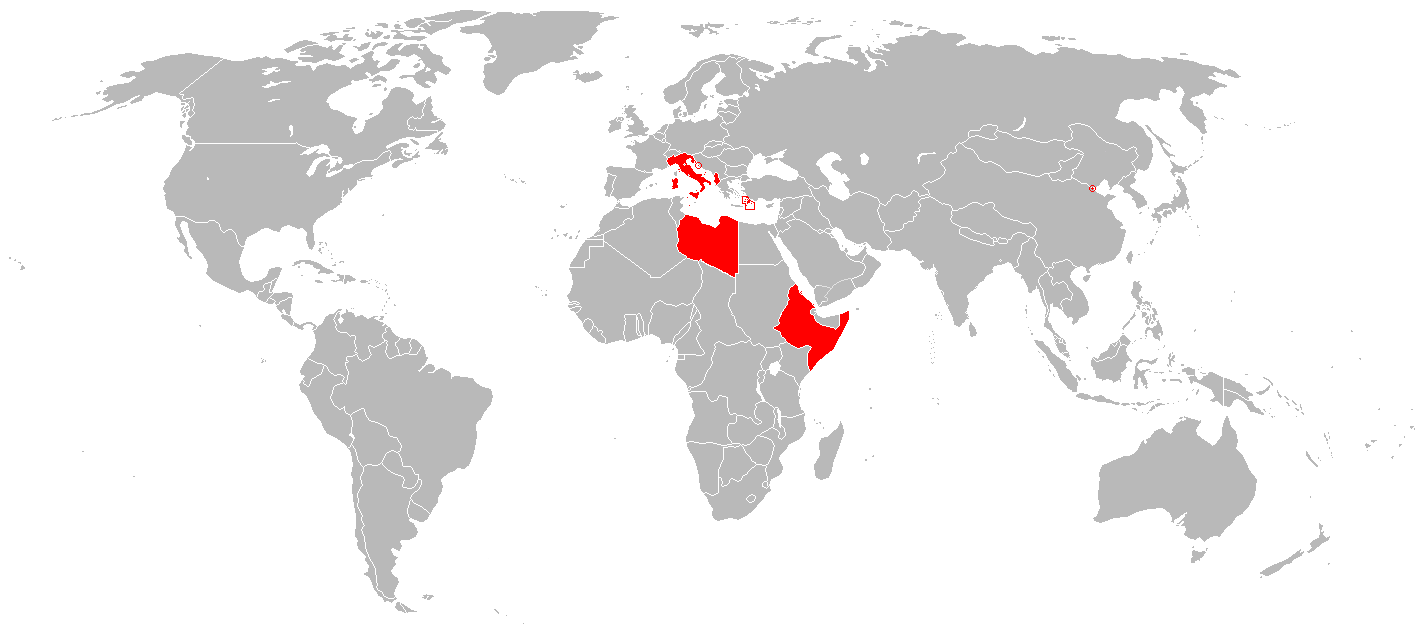
L'Impero coloniale italiano nel 1940, nel momento di massima espansione
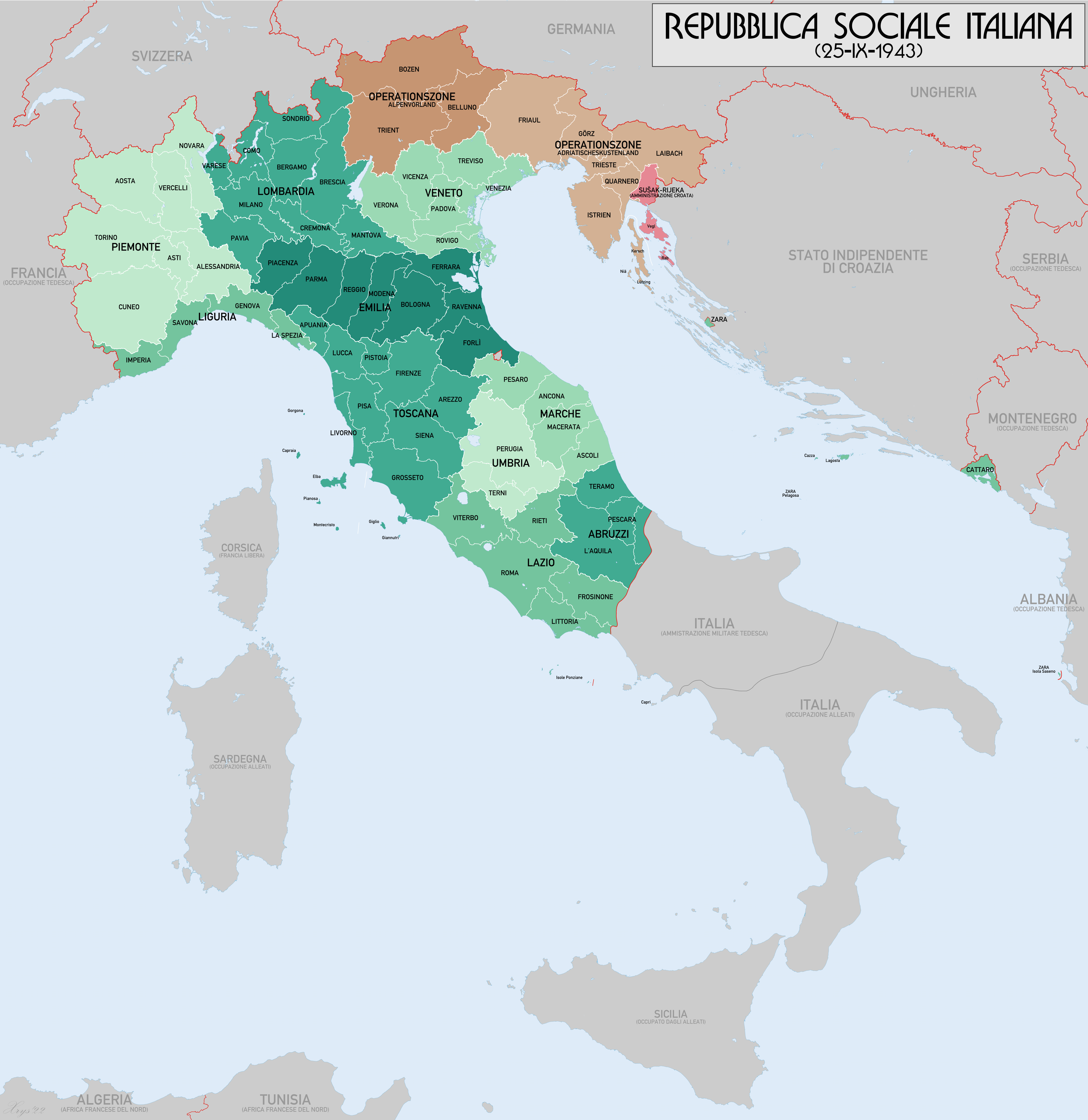
Repubblica Sociale Italiana: le aree segnate in marrone facevano ufficialmente parte della R.S.I. ma erano considerate dalla Germania zone di operazione militare e sottoposte a diretto controllo tedesco.

## Ordinamento

### Politica
Retto da una monarchia costituzionale la cui corona fu detenuta dalla dinastia dei Savoia, fu uno Stato nazionale e centralista. Il Regno d'Italia ereditò le istituzioni e il corpo legislativo del Regno di Sardegna, che prevalsero rispetto a quelli della maggior parte degli Stati preunitari. L'organizzazione politica si basava sullo Statuto Albertino, promulgato da Carlo Alberto il 4 marzo 1848 e secondo il quale il potere legislativo veniva esercitato dal re e da due Camere. La Camera era composta da deputati eletti nei collegi elettorali, mentre il Senato era di nomina regia: composto da membri di età superiore ai quaranta anni e nominati a vita dal re. Nei vent'anni antecedenti allo scoppio della prima guerra mondiale, il Regno d'Italia vide un graduale ma costante cambiamento verso una monarchia de facto parlamentare, in quanto i governi di quegli anni chiedevano la fiducia alla Camera dei Deputati, e non più al Senato del Regno: per questo si può dire che il Senato avesse perso quasi ogni sua funzione, dall'approvazione delle leggi fino alla fiducia al governo. In quegli anni l'Italia si trasformò quasi completamente in una monarchia parlamentare come il Regno Unito.
Durante la sua esistenza si succedettero quattro sovrani. Con la prima convocazione del Parlamento italiano del 18 febbraio 1861 e la successiva proclamazione del 17 marzo, Vittorio Emanuele II è il primo re d'Italia nel periodo 1861-1878. Seguono i regni di Umberto I (1878-1900), ucciso in un attentato dall'anarchico Gaetano Bresci al fine di vendicare la strage del 1898, quando dei manifestanti pacifici a Milano vennero presi a cannonate dall'esercito sotto ordine reale, e di Vittorio Emanuele III (1900-1946). Tra il 1943 e il 1946 il Regno d'Italia fu retto dal luogotenente Umberto, divenuto poi re per poco più di un mese (il Re di maggio) in seguito all'abdicazione di Vittorio Emanuele III. Con la proclamazione della Repubblica Italiana a seguito del referendum del 1946, Casa Savoia fu esclusa dalla storia d'Italia dopo 85 anni di regno.

#### Le leggi elettorali
La legge elettorale del Regno di Sardegna emanata da Carlo Alberto il 17 marzo 1848, era stata elaborata anteriormente all'apertura del Parlamento subalpino da una commissione presieduta da Cesare Balbo. L'elettorato poteva essere esercitato solamente dai maschi in possesso di una serie di requisiti: età non inferiore ai 25 anni, saper leggere e scrivere, pagamento di un censo di 40 lire. Al voto erano ammessi, anche non pagando l'imposta stabilita, i cittadini che rientravano in determinate categorie: magistrati, professori, ufficiali. I deputati, in numero di 204, erano eletti in altrettanti collegi uninominali, eletti in un sistema a doppio turno. Su una popolazione di 22 182 377 persone, i nuovi governanti concessero il diritto di voto a 418 696 abitanti (circa l'1,9%) e, di questi, soltanto 239 583 (circa l'1,1%) avrebbero esercitato tale diritto; alla fine i voti validi si ridussero a 170 567, dei quali oltre 70 000 erano di impiegati statali. A consultazioni concluse, vennero eletti 135 avvocati, 85 nobili, 53 professionisti, 23 ufficiali e 5 abati.
Questa normativa elettorale, parzialmente modificata dalla legge del 20 novembre 1859, n. 3778, emanata durante la seconda guerra di indipendenza dal governo Rattazzi in virtù dei pieni poteri, rimase sostanzialmente inalterata dal 1848 al 1882, per le sette legislature del Regno di Sardegna dal 1848 al 1861 e per sette successive legislature del Regno d'Italia dal 1861 al 1882. La legge del 22 gennaio 1882, n. 999, nacque da un progetto presentato da Benedetto Cairoli, presidente del consiglio dal 26 marzo 1878 ed esponente della sinistra storica.
Essa ammise all'elettorato tutti i cittadini maggiorenni che avessero superato l'esame del corso elementare obbligatorio oppure pagassero un contributo annuo di lire 19,80; in tal modo si realizzò un cospicuo allargamento del corpo elettorale che passò da circa 628 000 ad oltre 2 000 000 di elettori, cioè dal 2% al 7% della popolazione totale che contava 28 452 000 abitanti. Furono anche modificate le circoscrizioni con riferimento alle province e si costituirono collegi con due e fino a cinque rappresentanti, adottando lo scrutinio di lista. Venne così abolito lo scrutinio uninominale, ma l'esperimento non diede risultati soddisfacenti e con la legge 5 maggio 1891, n. 210, si tornò al precedente sistema uninominale a doppio turno. Questa normativa elettorale restò in vigore per nove legislature dal 1882 al 1913.
Su pressione delle organizzazioni popolari di massa, in particolare quelle socialiste, ma anche quelle cattoliche, il suffragio universale maschile fu introdotto dal governo Giolitti con la legge del 30 giugno 1912, n. 666. L'elettorato attivo fu esteso a tutti i cittadini maschi di età superiore ai 30 anni senza alcun requisito di censo né di istruzione, restando ferme per i maggiorenni di età inferiore ai 30 anni le condizioni di censo o di prestazione del servizio militare o il possesso di titoli di studio già richiesti in precedenza. Il corpo elettorale passò da 3 300 000 a 8 443 205, di cui 2 500 000 analfabeti, pari al 23,2% della popolazione. Non si attuò invece la revisione dei collegi elettorali in base ai censimenti.
La Camera respinse a grande maggioranza con votazione per appello nominale la concessione del voto alle donne. Nel clima culturale del primo Novecento, in cui la fiducia nel progresso tecnico e scientifico attribuiva agli inventori il compito di risolvere ogni problema, anche la Commissione parlamentare che esaminò il disegno di legge sull'allargamento del suffragio dedicò attenzione a decine di inventori di "votometri" e "votografi", precursori del voto elettronico. Questa normativa fu impiegata nelle sole elezioni politiche italiane del 1913. Al termine del primo conflitto mondiale la legge 16 dicembre 1918, n. 1985, ampliò il suffragio estendendolo a tutti i cittadini maschi che avessero compiuto il 21º anno di età e, prescindendo dai limiti di età, a tutti coloro che avessero prestato servizio nell'esercito mobilitato.
Inoltre, l'idea di una riforma del sistema elettorale in senso proporzionale, promossa dalle forze politiche d'ispirazione socialista e cattolica, si impose nel dopoguerra. Il 9 agosto 1918 la Camera votò a scrutinio segreto la nuova legge elettorale con 224 voti a favore e 63 contrari. Con la legge 15 agosto 1919, n. 1401, fu introdotto il sistema proporzionale. Base dei collegi divennero le province, ma con riguardo anche alla popolazione in modo tale che ad ogni collegio corrispondessero almeno 10 eletti. Questa normativa, presentata dal governo Orlando, fu impiegata nelle elezioni politiche italiane del 1919 e nelle elezioni politiche italiane del 1921.
Giunto al potere alla fine del 1922, Benito Mussolini manifestò subito la volontà di modificare il sistema elettorale per costituirsi una Camera favorevole e di indire nuove elezioni. La legge elettorale del 18 novembre 1923, n. 2444, meglio nota come legge Acerbo (dal nome del Sottosegretario alla Presidenza del Consiglio Giacomo Acerbo, che ne fu l'estensore materiale), rispose a questa esigenza introducendo un sistema che prevedeva l'introduzione nel territorio dello Stato del Collegio Unico nazionale attribuendo due terzi dei seggi alla lista che avesse riportato la maggioranza relativa (purché superiore al 25%), mentre l'altro terzo sarebbe stato ripartito proporzionalmente tra le altre liste di minoranza su base regionale e con criterio proporzionale. Questa normativa fu impiegata nelle elezioni politiche italiane del 1924.
Nel 1928, il disegno di legge sulla riforma della rappresentanza politica presentato dal ministro della giustizia Alfredo Rocco introdusse un nuovo sistema elettorale che, negando la sovranità popolare e liquidando l'esperienza parlamentare, contribuiva alla realizzazione di un regime autoritario basato sulla figura del Capo del Governo. Il provvedimento approvato senza discussione riduceva le elezioni all'approvazione di una lista unica nazionale di 400 candidati, prevedendo la presentazione di liste concorrenti solo quando la lista unica non fosse stata approvata dal corpo elettorale. La compilazione della lista era compito del Gran consiglio del fascismo, dopo aver raccolto le designazioni dei candidati da parte delle confederazioni nazionali di sindacati legalmente riconosciute e altri enti ed associazioni nazionali (testo unico 2 settembre 1928, n. 1993).
Questa normativa fu impiegata nel plebiscito del 1929 e nel plebiscito del 1934. Il sistema elettivo fu poi abbandonato nel 1939; la Camera dei deputati venne soppressa e al suo posto venne istituita la Camera dei fasci e delle corporazioni di cui facevano parte coloro che rivestivano determinate cariche politico-amministrative in alcuni organi collegiali del regime e per la durata della stessa.

### Suddivisione amministrativa
Dopo l'unità d'Italia, con l'estensione della legge Rattazzi al neonato Stato, il territorio venne diviso in province, a loro volta ripartite in circondari; questi ultimi erano a loro volta suddivisi in mandamenti. Alla sua nascita, il Regno d'Italia risultava suddiviso in 11 compartimenti territoriali (privi di funzioni amministrative), 59 province, 193 circondari e 7 720 comuni.
A partire dal II censimento generale del 31/12/1871, il Regno d'Italia raggruppò le 69 province allora esistenti in 16 compartimenti (Piemonte, Liguria, Lombardia, Veneto, Emilia, Toscana, Marche, Umbria, Lazio, Abruzzi e Molise, Campania, Puglie, Basilicata, Calabrie, Sicilia, Sardegna), i quali - benché fossero semplicemente raggruppamenti di province dalle funzioni esclusivamente geografiche e statistiche, non già amministrative - sono sostanzialmente i precursori delle odierne regioni italiane.
Le città capoluogo dei circondari erano sede di sottoprefettura, tribunale ordinario, catasto e uffici finanziari. I circondari e i mandamenti vennero soppressi nel 1927.

### Relazioni con la chiesa cattolica
Il 20 settembre 1870 il Regio Esercito occupò lo Stato Pontificio e la città di Roma. L'anno successivo la capitale fu trasferita da Firenze a Roma. Per i successivi 59 anni dopo il 1870 la Chiesa cattolica si rifiutò di riconoscere la legittimità del governo del regno d'Italia a Roma e con la bolla Non expedit, il papa proibì ai cattolici italiani di partecipare alle elezioni del nuovo stato nel 1874. Questo dettame venne ad ogni modo sempre meno seguito dai cattolici laici del paese, motivo per cui venne allentato nel 1909 e definitivamente abolito nel 1919 quando lo stato e la chiesa si riavvicinarono dopo la tragedia della prima guerra mondiale. In quell'epoca nacque così il Partito Popolare Italiano come espressione politica dei cattolici italiani, il quale divenne da subito una delle forze politiche più importanti del paese.
I governi liberali avevano generalmente perseguito una politica di limitazione del ruolo della chiesa cattolica all'interno dello stato col sequestro di diverse proprietà appartenute al clero, il divieto di alcune processioni e le festività cattoliche che vennero parzialmente proibite oppure richiesero l'approvazione dello Stato, che spesso veniva rifiutata. I principali politici del regno erano del resto laici e anticlericali, molti erano positivisti o membri della massoneria. Altre comunità religiose come protestanti o ebrei erano legalmente equiparate ai cattolici; come in altri paesi europei, emersero contemporaneamente nuovi movimenti religiosi e non come il socialismo e l'anarchismo. Tuttavia, il cattolicesimo rimase la religione della stragrande maggioranza degli italiani. I rapporti con la chiesa cattolica migliorarono notevolmente durante il regime di Mussolini. Mussolini, un tempo oppositore della chiesa cattolica, strinse un'alleanza con il Partito Popolare Italiano cattolico dopo il 1922. Nel 1929, Mussolini e papa Pio XI si accordarono per stendere insieme un accordo per porre fine allo stallo di questa situazione. Questo processo di riconciliazione era già iniziato sotto il governo di Vittorio Emanuele Orlando durante la prima guerra mondiale.
Mussolini e i principali esponenti del fascismo in Italia non erano cristiani devoti, ma seppero riconoscere l'opportunità di costruire migliori rapporti con la chiesa come un elemento influente e propagandistico nella lotta contro il liberalismo ed il comunismo. I Patti Lateranensi del 1929 riconobbero il papa come sovrano del piccolo stato della Città del Vaticano all'interno di Roma e resero l'area un centro di importante diplomazia internazionale. Un referendum nazionale nel marzo 1929, confermò i Patti Lateranensi. Quasi 9 milioni di italiani, ovvero il 90% degli aventi diritto a votare, si espressero a favore contro soli 136 000 voti contrari.
Il concordato del 1929, inoltre, dichiarò il cattolicesimo religione di Stato, obbligando lo stato italiano a pagare gli stipendi dei preti e dei vescovi, a riconoscere i matrimoni ecclesiastici ed a reintrodurre l'istruzione religiosa nelle scuole pubbliche. I vescovi, da parte loro, vennero chiamati a giurare fedeltà allo stato italiano, al quale fu concesso un diritto di veto sulla loro selezione. Un terzo accordo portò al pagamento di 1,75 miliardi di lire come risarcimento per le privazioni ed i soprusi commessi dal regno d'Italia contro le proprietà ecclesiastiche a partire dal 1860. La chiesa non era ufficialmente obbligata a sostenere il regime fascista, ma dal canto suo sostenne tacitamente la politica estera dell'Italia, come pure diede il proprio sostegno ai golpisti di Francisco Franco nella guerra civile spagnola ed alla conquista dell'Etiopia. Persistevano ad ogni modo dei conflitti interni, in particolare tra Mussolini ed il gruppo dell'Azione Cattolica che il duce avrebbe voluto vedere integrata perfettamente coi balilla. Le prime frizioni significative si ebbero nel 1931 quando papa Pio XI con la sua enciclica Non Abbiamo Bisogno criticò la decennale persecuzione della chiesa da parte dello stato italiano ed il "culto pagano dello Stato" diffusosi tra i fascisti contro i propositi che erano stati ribaditi nei Patti Lateranensi.

### Forze armate

Vessillo del Regio Esercito

Il Re d'Italia fu comandante in capo del Regio Esercito dal 1861 al 1940 e dal 1943 al 1946. Il monarca aveva ampi poteri sull'esercito ed il parlamento veniva consultato in materia solo con l'approvazione del budget da destinare alle forze armate. Il re aveva il diritto di determinare la forza e le guarnigioni in servizio, di dare ordine di costruire fortezze e di assicurare l'organizzazione e la formazione, l'armamento ed il comando nonché l'addestramento della truppa e le qualifiche degli ufficiali. Il grado militare più alto nel Regio Esercito Italiano fu quello di Primo Maresciallo dell'Impero che ebbero solo re Vittorio Emanuele III (1938), Benito Mussolini (1938) e Pietro Badoglio (1943, de facto).
Le forze armate del regno erano divise nei seguenti rami:
- Regio Esercito (dal 1861)
- Regia Marina (dal 1861)
- Regia Aeronautica (istituita con regio decreto 28 marzo 1923)
- Milizia Volontaria per la Sicurezza Nazionale (note anche come camicie nere, fedeli a Benito Mussolini; divenuta quarta forza armata con regio decreto 4 agosto 1924 e abolita con regio decreto 6 dicembre 1943)

### Simboli
Come primo stemma l'Italia adottò provvisoriamente quello del Regno di Sardegna già introdotto nel 1848. Nel 1870, per volere di Vittorio Emanuele II, venne modificato l'emblema nazionale, nel quale venne inserito la Stella d'Italia. Nel 1890, per volere di Umberto I, lo stemma venne arricchito e come segno di potere venne inserita al centro la corona ferrea. Di fronte all'ascesa del fascismo, inizialmente allo stemma del regno fu affiancato il fascio littorio, mentre nel 1929 Vittorio Emanuele III inserì due fasci littori nello stemma, su richiesta di Mussolini. Con la caduta del fascismo fu riadottato nel 1944 lo stemma precedente, che venne utilizzato anche sotto il breve regno di Umberto II.

Stemma dal 1861 al 1870
Stemma dal 1870 al 1890
Stemma dal 1890 al 1927
Stemma dal 1927 al 1929
Stemma dal 1929 al 1944
Stemma dal 1944 al 1946

## Economia

### Industria
Oltre 1,4
     Da 1,1 a 1,4
     Da 0,9 a 1,1
     Fino a 0,9

Indice normalizzato di industrializzazione delle province italiane nel 1871 (la media nazionale è 1,0). Fonte: Banca d'Italia, elaborazione: Wikipedia
Oltre 1,4
Da 1,1 a 1,4
Da 0,9 a 1,1
Fino a 0,9

Durante tutto periodo del regno d'Italia compreso tra il 1861 ed il 1940 l'Italia conobbe un notevole periodo di boom economico, nonostante le diverse crisi economiche che colpirono il paese, comprese le due guerre mondiali. A differenza della maggior parte delle nazioni moderne, dove questo boom industriale era dovuto essenzialmente all'impegno di grandi società, la crescita industriale in Italia fu dovuta essenzialmente all'impegno delle piccole e medie imprese, spesso a conduzione familiare.
L'unificazione politica non portò automaticamente all'integrazione economica anche perché l'Italia dovette affrontare gravi problemi economici nel 1861, in particolare a causa dei diversi sistemi economici e delle diverse evoluzioni economiche che avevano avuto gli Stati predecessori dell'unità nazionale. Questi fattori insieme portarono a forti contrasti a livello politico e sociale, su scala regionale. Durante il periodo liberale, l'Italia non riuscì a industrializzarsi fortemente come avrebbe voluto e si qualificò come la più arretrata tra le grandi potenze dopo l'Impero russo e quello del Giappone, continuando a rimanere molto dipendente dal commercio con l'estero.
La società e l'economia dell'Italia meridionale soffrirono particolarmente dopo l'unificazione nazionale. Il processo di industrializzazione in loco si svolse tra molte esitazioni solo a partire dall'inizio del XX secolo, epoca nella quale si assistette ad una leggera ripresa economica. La pessima situazione sociale ed economica rilevata nell'Italia meridionale fu una delle motivazioni che, assieme alla resistenza alle istituzioni sabaude del nuovo stato, fomentò la crescita della criminalità organizzata. I governi italiani che si succedettero alla presidenza del consiglio furono fermamente convinti di poter contrastare tale fenomeno con la repressione militare. L'approccio del governo centrale fu, a partire dagli anni sessanta dell'Ottocento, di distruggere la maggior parte delle infrastrutture sociali preesistenti per imporre il modello sabaudo e ciò fu tra le motivazioni che alla fine innescò una massiccia emigrazione italiana nel mondo (soprattutto negli Stati Uniti ed in Sud America). Molti italiani del meridione si stabilirono anche nelle città industriali del settentrione come Genova, Milano e Torino.
Dagli anni '70 dell'Ottocento in poi, l'Italia investì molto nello sviluppo delle ferrovie e dal 1870 al 1890 la rete di collegamenti esistente era già più che raddoppiata.
Durante la dittatura fascista, enormi somme di denaro furono investite in nuove conquiste tecnologiche, in particolare nella tecnologia militare. Ingenti somme di denaro vennero ad ogni modo investite anche in prestigiosi progetti come ad esempio la costruzione del nuovo transatlantico SS Rex che stabilì un record di viaggio transatlantico di quattro giorni nel 1933; sulla stessa scia propagandistica si pose lo sviluppo dell'idrovolante Macchi-Castoldi MC72, che fu l'idrovolante più veloce del mondo nell'anno 1933. Sempre nel 1933, Italo Balbo attraversò l'oceano Atlantico in idrovolante per portarsi alla fiera mondiale di Chicago. Questi elementi insieme volevano essere un chiaro simbolo del potere della leadership fascista e del progresso industriale e tecnologico dello stato, raggiunto sotto il regime.

### Agricoltura
Dopo l'unificazione, l'Italia aveva una società prevalentemente agricola con il 60% della forza lavoro impiegata in questo settore. I progressi tecnologici aumentarono le opportunità di esportazione per i prodotti agricoli italiani dopo un periodo di crisi negli anni Ottanta dell'Ottocento. A seguito dell'industrializzazione, la quota degli occupati nel settore agricolo scese al di sotto del 50% all'inizio del secolo XX. Tuttavia, non tutti poterono beneficiare di questi sviluppi sia per la presenza di un clima troppo arido al sud che per la presenza della malaria al nord che in molti casi impedì la corretta coltivazione di aree giudicate paludose.
La massima attenzione posta nella politica estera e militare nei primi anni dello stato portò alla progressiva diminuzione dell'agricoltura italiana, in declino dal 1873. Sia le forze radicali che quelle conservatrici nel parlamento italiano chiesero al governo di esaminare quale fosse il modo migliore per implementare la situazione agricola in Italia. L'inchiesta, iniziata nel 1877, durò otto anni e dimostrò che l'agricoltura non stava migliorando a causa della mancanza di meccanizzazione e ammodernamento e che i proprietari terrieri non facevano nulla per sviluppare le loro terre. Inoltre, la maggior parte dei lavoratori dei terreni agricoli non erano contadini, ma lavoratori a breve termine che mancavano della necessaria esperienza (braccianti), impiegati al massimo per una stagione. La fame fu uno dei motivi che portarono allo scoppio di una grave epidemia di colera che nella seconda metà dell'Ottocento uccise almeno 55 000 persone. La maggior parte dei governi italiani che si susseguirono nel regno d'Italia non furono in grado di affrontare efficacemente la situazione precaria a causa della forte posizione detenuta ancora dai grandi proprietari terrieri nel mondo della politica e degli affari. Nel 1910 una nuova commissione d'inchiesta nel sud riuscì a confermare questo fatto.
Intorno al 1890 ci fu anche una crisi nell'industria vinicola italiana, l'unico settore agricolo di notevole successo che si era mantenuto negli anni. L'Italia soffrì infatti all'epoca di una sovrapproduzione di uve da mosto ed a causa di alcune malattie che compromisero i vitigni migliori. A peggiorare la situazione, tra gli anni '70 ed '80 dell'Ottocento, in Francia, vi furono una serie di raccolti scarsi a causa di alcuni insetti che compromisero la vita delle piante. Di conseguenza, l'Italia divenne il più grande esportatore di vino in Europa. Dopo la ripresa della Francia nel 1888, ad ogni modo, le esportazioni di vino italiano crollarono e si presentò uno stato di disoccupazione ancora maggiore rispetto al periodo precedente la crisi che portò al fallimento di numerosi viticoltori italiani.

## Società

### Lingue
Nel 1861 la conoscenza della lingua nazionale tra la popolazione italiana era estremamente bassa. Il dialetto toscano, su cui si basa la lingua italiana, era parlato prevalentemente nell'area attorno a Firenze e nell'intera Toscana. Inoltre, nel resto delle regioni centrali si praticavano parlate assai simili alla lingua italiana, mentre le lingue o i dialetti regionali dominavano il resto del paese. Soltanto il dieci per cento della popolazione utilizzava l'italiano come lingua scritta. Anche il re Vittorio Emmanuele II parlava quasi esclusivamente il piemontese ed il francese. L'analfabetismo era a livelli piuttosto alti: nel 1871 il 61,9% degli uomini ed il 75,7% delle donne italiani erano analfabeti. Questo tasso di analfabetismo era di gran lunga superiore a quello dei paesi dell'Europa occidentale dell'epoca. A causa della diversità dei dialetti regionali, inizialmente non fu nemmeno possibile organizzare una stampa popolare su scala nazionale.

### Istruzione
L'Italia dopo l'unificazione disponeva di un numero ridotto di scuole pubbliche. I governi che si susseguirono per tutta l'epoca liberale cercarono di migliorare l'alfabetizzazione creando scuole finanziate dallo stato in cui veniva insegnata solo la lingua italiana ufficiale.
Il governo fascista sostenne una rigida politica educativa in Italia con l'obiettivo di eliminare definitivamente l'analfabetismo e rafforzare la lealtà della popolazione allo Stato. Il primo ministro dell'Istruzione del governo fascista dal 1922 al 1924, Giovanni Gentile, diresse la politica educativa verso l'indottrinamento degli studenti al fascismo. I fascisti educavano i giovani all'obbedienza e al rispetto verso l'autorità. Nel 1929 il governo fascista prese il controllo della gestione di tutti i libri di testo e costrinse tutti gli insegnanti in servizio a prestare giuramento di fedeltà per contribuire alla causa del fascismo. Nel 1933 tutti i professori universitari furono obbligati ad aderire al Partito Nazionale Fascista. Negli anni '30 e '40, il sistema educativo italiano si concentrò sempre più sul tema della Storia, cercando di ritrarre l'Italia come una forza importante nello sviluppo della civiltà umana. Nell'Italia fascista, il talento intellettuale venne premiato e promosso nell'Accademia d'Italia, fondata nel 1926.

### Stato sociale
Il tenore di vita degli italiani fu in continuo miglioramento dopo l'unificazione, ma rimase (soprattutto al sud) al di sotto della media dell'Europa occidentale dell'epoca. Varie malattie come la malaria e alcune epidemie scoppiarono nell'Italia meridionale. Il tasso di mortalità era del 30 per mille nel 1871, ma venne ridotto già al 24,2 per mille nel 1890. Il tasso di mortalità infantile rimase molto alto. Nel 1871, il 22,7% di tutti i bambini nati in quell'anno morì, mentre il numero di bambini che morirono prima del loro quinto compleanno fu del 50%. La percentuale di bambini morti nel primo anno dopo la nascita scese tra il 1891 e il 1900 a una media del 17,6%. In Italia durante l'era liberale mancò completamente una politica sociale efficace. La prima assicurazione sociale statale venne introdotta per la prima volta nel 1912. Nel 1919 fu istituita la cassa contro la disoccupazione. La politica sociale assunse un alto profilo durante il periodo dell'Italia fascista. Nell'aprile del 1925, venne fondata l'Opera Nazionale Dopolavoro, la più grande organizzazione ricreativa voluta dallo stato e riservata ad un pubblico di adulti. L'organizzazione era così popolare che negli anni '30 possedeva una propria sede in ogni città italiana. L'OND si rese responsabile della costruzione di 11 000 campi sportivi, 6 400 biblioteche, 800 cinema, 1 200 teatri e più di 2 000 orchestre. L'appartenenza era volontaria e apolitica. L'enorme successo dell'organizzazione portò alla fondazione dell'organizzazione Kraft durch Freude in Germania nel novembre del 1933, la quale adottò proprio il modello italiano per modellarsi.
Un'altra organizzazione che ebbe un certo rilievo all'epoca fu l'Opera nazionale Balilla (ONB), fondata nel 1926, che consentiva ai giovani di avere la disponibilità di spettacoli, eventi sportivi, radio, concerti, teatri ed organizzava attività rivolte al pubblico degli adolescenti sotto l'egida degli ideali del partito.